# Amor romântico

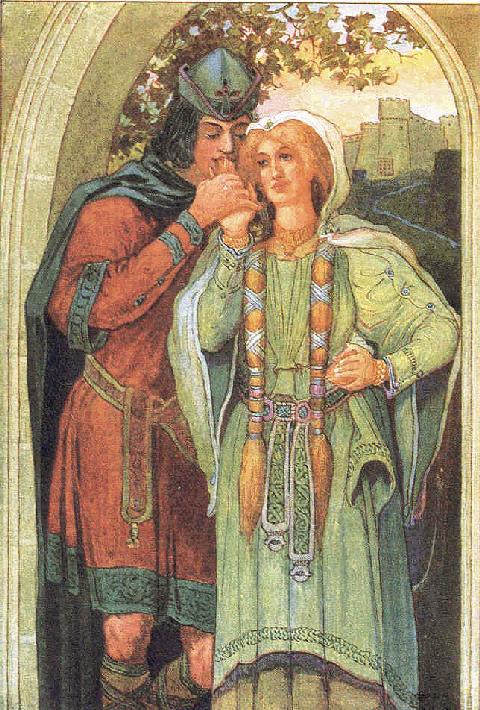
A história de Tristão e Isolda foi um importante protótipo literário do amor na Europa

Amor romântico é, nos sentidos mais amplos, uma forma relacional de amor que, podendo envolver sexualidade física ou não, atrela-se mais a uma idealização e atração intensa à pessoa do outro, abrangendo aspectos como confiança profunda, paixão, pensamento obsessivo, sentimento de união e desejo de manter-se um relacionamento duradouro. Em sentidos mais estritos, costuma levantar problemas de definição e polissemia, por exemplo entre historiadores que utilizam o termo para se referir a expressões associadas a desenvolvimentos culturais específicos, como o amor cortês, ou mais em particular às concepções modernas do amor derivadas do contexto do romantismo, cujos expoentes declaravam mais conscientemente e enfaticamente as suas características distintas, como a idealização da mulher, a realização subjetiva com um outro e a valorização do amor como fim em si, frente a todos os outros aspectos da vida.
O amor romântico é considerado atualmente por antropólogos, sociólogos, biólogos e pesquisadores literários como um universal transcultural ou biossocial. Por muito tempo na historiografia, o amor romântico era visto como tendo sido uma invenção exclusiva da Europa medieval do século XII, originando-se no amor cortês, ou como uma criação moderna capitalista a partir do romantismo; porém, isso se tornou refutado com novos estudos. De todo modo, cada período e local definem a expressão do amor romântico com características culturais diferentes, em algumas sociedades sendo ele mais presente e valorizado em suas relações, instituições e literatura, enquanto em outros contextos pode ser suprimido.
Na biologia, utiliza-se o nome “amor romântico” geralmente para os estágios iniciais de relacionamentos românticos, durando cerca de 2 a 3 anos, até ser estabelecido o vínculo de par e substituir-se pelo amor companheiro menos intenso; mas também há a descrição do amor romântico de longo prazo. O amor romântico é distinto da definição biológica de apego, e as evidências atuais corroboram a hipótese de que ele teria surgido a partir de uma cooptação evolutiva do cuidado materno-filial. Na psicologia, algumas vezes é referido também como “amor apaixonado”. Na teoria psicológica evolucionista do amor, o amor romântico é um complexo de adaptações que motiva os pais a investirem à sua prole, reforçando emocionalmente o vínculo entre os parceiros. Em grande parte dos estudos de psicologia, associa-se ao desejo sexual, porém não necessariamente, conforme recentemente surgem estudos que delineiam as categorias da assexualidade e da romanticidade, em que as evidências mostram que atração romântica e atração sexual são distintas, apesar de poderem se interrelacionar.
Antes da modernidade, encontram-se elementos românticos, como os de idealização, simetria de tratamento, exaltação do amor e do desejo individual, mesmo em conflito com as normas sociais, na literatura árabe, persa, chinesa, japonesa, bem como na Antiga Grécia, Roma e Índia Clássica, dentre outras culturas.

## Delimitação conceitual
O termo “amor romântico” é utilizado no mundo inteiro, porém de forma elástica e polissêmica, referindo-se a diversos tipos de relacionamentos, estados emocionais e crenças. Suas origens são também variadamente apontadas: como tendo surgido em contextos específicos, ou presente em todos locais e tempos históricos. O que se pode definir é que a combinação lexical “amor romântico” é uma invenção recente, independente de sua conotação.
Diversas experiências subjetivas se agrupam em torno do termo “amor romântico”, a maior parte delas se constituindo de sentimentos que fundamentam a etapa inicial de um apaixonamento. Apesar das diferenças individuais, pode ser caracterizado por um conjunto relativamente fixo de estados biopsicológicos e modos emocionais. Na maior parte da literatura contemporânea sobre amor romântico, um dos critérios necessários é a consideração de que a pessoa amada é insubstituível e idealizada positivamente como alguém único, junto a outras características como: paixão, pensamento intrusivo, dependência afetiva, intimidade, empatia e sensação de relacionamento perene. Ele envolve características biológicas, psicológicas e socioculturais, e é o fator mais saliente promotor de vínculo em relações reprodutivas diádicas.
Uma síntese apresentada por Helen Harris para as características do amor romântico são: desejo pela união ou fusão (física e emocional); idealização do amado; exclusividade do amado; pensamento intrusivo sobre o amado; dependência emocional; intensa empatia pelo amado; reordenamento das prioridades motivacionais e de vida.
Para Victor Karandashev, esse tipo de amor caracteriza-se por um conjunto de crenças românticas, a principal delas sendo a idealização das qualidades únicas do amado e considerar o relacionamento com ele como sendo excepcional. Comum também é a noção de absorção, fusão e união de duas partes, e em diversos idiomas e por vários séculos os amantes foram comparados a pares de animais devotos, como pombos. Expectativas sobre a durabilidade do amor são características comumente reconhecidas do amor romântico, incluindo as ideias de compromisso e exclusividade da pessoa amada, e se envolvem também crenças sobre um arranjo perfeito com um parceiro predestinado, em um “amor verdadeiro”. Esses traços são presentes em diversos contextos culturais, como da Grécia Clássica e de sociedades do Leste Asiático.
Na noção moderna do amor, três discursos românticos são pervasivos na sociedade: o mito da exclusividade (crença de que o amor romântico com mais de uma pessoa é impossível); o mito do casal (crença de que o relacionamento diádico é natural e inerente aos humanos); e o mito de fidelidade (crença de que quem ama verdadeiramente deve ser fiel ao amado).

### Primeiras ocorrências
Friedrich Bouterwek foi talvez o primeiro especialista literário a descrever e reconhecer a existência da escola romântica moderna. Anteriormente nos primeiros anos do século XIX, ele já utilizava o termo “romântico” para se referir à literatura medieval e da Renascença. Assim também, empregou o termo “amor romântico” (romantischen Liebe) para se referir ao amor cortês da Idade Média quando afirmou que “a nova poesia é uma filha do amor romântico", em sua resenha aos Schriften de Novalis. Nela, também afirmou:
“a convicção da simples verdade de que a alma é mais valiosa que o corpo... que o reino espiritual está sujeito a outras leis além do reino da natureza, e que este último... deve obedecer ao primeiro... [produziu uma] nova paixão humana, amor sentimental.”
Bouterwek era também estudioso da literatura portuguesa, e afirmou que “aquele tom prevalecente do amor romântico, que caracterizou a poesia dos espanhóis e portugueses, até a imitação do estilo italiano ter sido amplamente adotada, originou-se em Portugal”. Em 1803, escreveu “Ideias, notas e documentos para uma história do amor romântico” (Ideen, Notizen und Documente zu einer Geschichte der romantischen Liebe), afirmando que “a história do amor romântico merece um relato mais detalhado. Há bastante material para isso, e alguns historiadores do coração humano já o utilizaram de forma inteligente.”
“Qualquer pessoa que queira contar a história do amor romântico de forma pragmática deve, é claro, ter clareza sobre os limites da majestade e do entusiasmo em seus próprios termos. Ele deve ser capaz de utilizar os conceitos acadêmicos de sensualidade e razão no contexto da natureza, e de unir a realidade com a idealidade, mesmo nas sutilezas. Que tipo de amor deveria ser chamado de romântico? é então a questão. Pois nem todo entusiasmo no amor é romântico. O amor sem entusiasmo é apenas amizade ou apenas um instinto natural.”
Ele associa três expressões do amor romântico, relacionadas ao amor da cavalaria; ao amor bucólico do arcadismo, que projetava o romance ao mundo pastoral clássico; e ao amor com inspirações filosóficas e espirituais, derivado de ideais religiosos e platônicos, por exemplo de Dante ou da Academia Florentina:
“O amor romântico desenvolveu-se em três variações. A primeira foi a marcial, a segunda a arcadiana, a terceira a variação metafísica. Em obras posteriores o metafísico tornou-se o moral, através do qual finalmente se aproximou do equilíbrio da idealidade com a realidade sem negar a natureza. Mas essas variações baseavam-se numa profunda crença na excelência moral do sexo feminino."
Ele acentua como essencial na definição do amor romântico a idealização e exaltação da mulher:
“Uma profunda crença na excelência moral do sexo feminino é o elemento mais puro do amor romântico. Através deste elemento, juntamente com a nova forma de pensar, a poesia mais recente também difere essencialmente da poesia grega e romana. Na Grécia e na Roma antigas, as mulheres eram homenageadas quando mereciam; mas não honraram o sexo feminino. A reverência ao sexo feminino é um sentimento germânico. Os grosseiros alemães transferiram a maneira de pensar que trouxeram de suas florestas para a Itália, Espanha e França. Aí assumiu o caráter poético que depois se espalhou a partir destes países por toda a Europa. Damas antes dos cavalheiros passou a ser o lema da vida social.”
“O amor é perfeito quando une dois amantes tão completamente que ambos deixam de se ver como seres independentes. Nós amamos! diz na gramática do amor; mas não: eu amo, você ama. (...) O amor ciumento está muito longe dessa dádiva.”
Herder anteriormente afirmara que a característica do “romântico” literário era uma “doçura”, a qual ele associava ao amor da cavalaria ou de casais shakespereanos como Romeu e Julieta, em contraste com o “amor marital, não romântico” que era evitado por Shakespeare. Assim, em 1771 ele caracterizou o afeto com esse adjetivo: 'Não é este amor verdadeiro, puro, terno e romântico (Romantisch) o suficiente? Mas não um amor conjugal e pouco romântico (Unromantische Liebe)?"
O termo “romântico” (romantique) foi introduzido na França mais tardiamente do que na Alemanha, sendo difundida inicialmente a forma romanesque, principalmente por Jean-Baptiste de La Curne de Sainte-Palaye, que se refere em 1774 ao amor de cavalaria medieval como “amour romanesque”.
Na Rússia, o uso do termo “amantes românticos” (romaničeskix ljubovnikov) foi feito entre 1791 e 1792 por Nikolai Karamzin, em sua análise de Júlia, ou A Nova Heloísa de Rousseau, e ele depois utilizou o termo “amor romântico” (ljubvi romaničeskoj) em 1802.

Na Itália, Ermes Visconti era um teórico bastante reconhecido pelos contemporâneos românticos, e, em sua obra de 1818 que buscava esclarecer as ambiguidades do termo “romântico”, deu também definições do “amore romantico”. Ele afirmou que, sendo esse amor inspirado pela "veneração na qual os povos do Norte tinham pelas mulheres", "misticismo dos asiáticos" e as "tendências contemplativas do cristianismo", era diferente do amor da Antiga Grécia e Roma. Em seu livro, dedicou um capítulo chamado “Amor Romântico”, em que localiza nos trovadores a ênfase de aspectos sentimentais como “a ternura, a constância, o desinteresse, as esperanças” no amor:
“De fato, nos nossos costumes luxuriantes e gentis, o amor transformou-se e continuou a transformar-se em mil formas, se nem sempre na realidade do afeto, pelo menos na imaginação e nas ficções: é um estado que ocupa quase todos nós, e por anos. Daí o sentimentalismo, a galanteria, o amor conjugal combinado com a quase perfeita igualdade dos cônjuges, os exageros e as verdades profundas dos romances recentes; em suma, o bem e o mal desta imensa paixão, e entre os vícios também aqueles que parecem proceder de princípios virtuosos no próprio ato que ofende a moralidade.”

## Historiografia e antropologia

### Debate da universalidade
Desde o século XIX na historiografia, foi dominante a consideração de que o amor romântico é uma invenção ocidental do século XII, originada do amor cortês. Essa visão parte do pressuposto do construcionismo social para a natureza humana, mas vem sendo contestada nas últimas décadas com o surgimento da psicologia evolucionária, de maneira que muitos atributos do amor sexual antes vistos como culturalmente específicos são hoje considerados por psicólogos, sociólogos e antropólogos como atributos universais da espécie. Assim, muitos antropólogos veem o amor romântico como sendo endêmico entre os seres humanos, tendo surgido com a formação de vínculo de longo prazo entre pares. O que ocorrem são adaptações socioculturais de elementos biológicos do vínculo, que explicam a variedade de expressão do amor romântico nos contextos ambientais.
Por exemplo, Peter Dronke afirmou que “os sentimentos e concepções do amour courtois são universalmente possíveis”, e que passagens literárias paralelas se encontram em outras culturas, como a do Antigo Egito. As quase universais características do amor romântico, como a idealização da pessoa amada e a declaração de rendimento total da vontade do amante, em diversos contextos culturais, pode ser melhor explicada por predisposições biológicas endêmicas à espécie humana.
A historiografia do amor está conectada à consideração das emoções como um objeto de interesse histórico, principalmente em obras a partir da primeira metade do século XX. C. S. Lewis argumentou em 1936 que o chamado amor romântico surgira entre os trovadores franceses, mas que provavelmente ele teria um fim, devido às mudanças da civilização e novos movimentos modernos. Quatro anos depois, Denis de Rougemont, em O Amor e o Ocidente, afirmou que o amor romântico foi inventado em romances medievais do amor cortês. Porém, na historiografia atual, essa visão é firmemente rejeitada: ou por acadêmicos como Irving Singer, que consideram o amor romântico como exclusivamente conectado ao romantismo e à modernidade; por outros, que o veem como derivado do conceito clássico de eros, em uma mistura de devoção religiosa idealizada e amor erótico; ou também por intérpretes que o definem de forma mais ampla, como William Reddy, que lhe dá o significado de “anseio por associação”, o que o torna encontrável em todo e qualquer lugar e época.
Para o antropólogo Wulf Schiefenhövel, a perspectiva de se restringir o amor romântico a uma construção europeia recente é obsoleta, com base em diversos exemplos da literatura escrita e oral de outras culturas e épocas, e nas evidências da biologia evolutiva transcultural. Ele considera que os desacordos existentes entre as diversas disciplinas em delinear as especificidades psicológicas, biológicas e sociais do amor romântico se devem, em parte, a problemas de definição da categoria: uma questão, principalmente entre acadêmicos da esfera germânica, é atrelar o conceito ao período do romantismo, por este ter sido determinante na história das ideias, a ponto de se condicionar um viés mais estrito na abordagem do sentido de “romântico” na palavra “amor romântico”; enquanto esse efeito semântico provavelmente é menor entre falantes da língua inglesa, e o sentido de “romance” lhes pode ser mais tangível do que as especificidades culturais do romantismo.
William Reddy representa um meio termo entre as abordagens construcionistas, modernistas e biológicas. Ele considera os efeitos sociais e históricos da relação dialética existente entre as palavras descritoras de emoções e os sentimentos que elas evocam nas pessoas, propondo uma análise mais complexa do que a abordagem dos historiadores emocionologistas, e, em seu The Making of Romantic Love, inclui também pesquisas sobre a neurofisiologia do amor. Mas sua revisão também reforça a narrativa de que o amor romântico é específico ao mundo ocidental, e Reddy afirma que suas raízes surgiram no amor cortês do século XII.

### Dados etnográficos

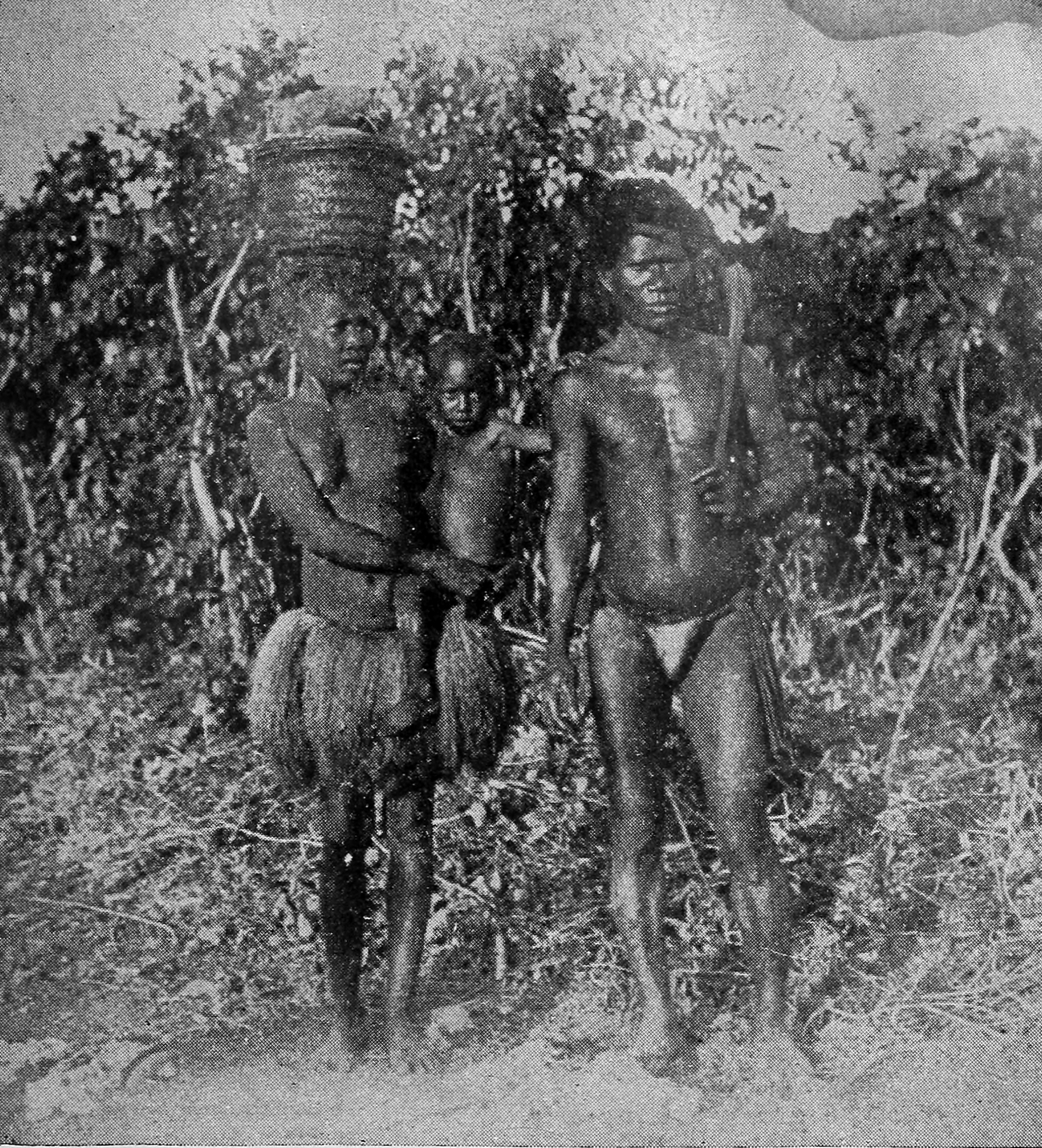
Um casal de trobiandeses e seu filho retratados por Malinowski (1929)

Posições iniciais da antropologia também influenciaram os debates a favor e contra a universalidade do amor romântico, sendo nisso notória a obra de Bronislaw Malinowski A Vida Sexual dos Selvagens (1929). Apesar de o autor afirmar que os costumes e códigos sexuais entre os trobriandeses eram simples, em um determinado ponto do livro ele indica: "Embora o código social não favoreça o romance, elementos românticos e ligações pessoais imaginativas não estão totalmente ausentes no namoro e casamento em Trobriand”.
Schiefenhövel afirma que houve um lapso nos estudos de etnógrafos da época como Malinowski, devido ao ímpeto que eles tiveram de buscar uma sociedade com estruturas de sexualidade alternativas à europeia, a ponto de não investigarem profundamente o tema do “romance” em outras culturas. Outros etnólogos posteriores descreveram códigos de cortejo e amor não direcionados à relação sexual entre ilhéus da Papua-Nova Guiné, e há críticas e relatos muito diferentes aos de Malinowski sobre os trobiandeses, entre os quais se registra a composição de cartas de amor, músicas e textos em que se cantam a saudade, alegria e tristeza do amor romântico. Também a afirmação de outro antropólogo, Donald Marshall, de que “os sentimentos de amor romântico eram totalmente desconhecidos dos mangaianos”, e que para eles o mais importante era a relação sexual, foi refutada pelo trabalho de campo de Helen Harris, que confirmou o papel importante do romance na vida amorosa dos nativos.
O casamento arranjado por parentes ou outras pessoas é provavelmente uma instituição mais tardia na história, induzida talvez por mudanças econômicas da Revolução Neolítica, comparada à escolha de um par por apaixonamento romântico, segundo o argumento biopsicológico. Entre os eipos da Nova Guiné, mesmo com influência dos pais na escolha de casamentos, geralmente são seguidas as preferências pessoais dos jovens, e os casamentos por amor eram comuns.
O amor romântico é considerado um universal cultural pelo criador do conceito, Donald Brown. O antropólogo Karl-Heinz Kohl também afirma sua universalidade, conforme a conclusão de grande quantidade de estudos etnográficos, e diz: “O dogma [da ausência do amor romântico fora das sociedades ocidentais modernas] geralmente permaneceu incontestado até agora”.
Um estudo inaugural por William Jankowiak e Edward Fischer em 1992 apontou a evidência de que em 151 culturas, de uma amostra total de 166, encontra-se o amor romântico ou “apaixonado”, definido como "uma atração intensa que envolve a idealização do outro, dentro de um contexto erótico, com a expectativa de perdurar por algum tempo no futuro". Ele desafiou a noção de que esse tipo de amor teria se originado na Europa e se difundido culturalmente, e seu resultado sugeriu que, se o amor romântico não é um universal cultural, é pelo menos um quase universal.
Jankowiak e Fischer também concluíram que, nas sociedades em que os dados não forneceram apontamentos sobre o amor romântico, isso se deveu à falta de coleta dessas características pelos etnógrafos. E que, nas culturas onde de fato o amor romântico parecia estar ausente, isso provavelmente ocorria devido a repressão sociocultural.
Em 1998, Charles Lindholm identificou 21 sociedades, dentre 248, que apresentam "complexos elaborados de amor romântico". Ele teorizou que o etos do amor romântico era promovido ou suprimido de acordo com as condições ecológicas e as estruturas societárias. Lindholm afirma que a experiência do amor romântico é presente tanto nas sociedades modernas ocidentais, quanto em sociedades caçadoras-coletoras ditas primitivas pois, segundo ele, em ambos contextos predomina o perigo, e “a família nuclear e a afeição recíproca de marido e mulher são a única fonte de consolo e refúgio”. Mesmo em sociedades altamente estratificadas e centralizadas, ele indica que o amor romântico ocorre fora do casamento e da família, por exemplo com cortesãs e amantes. Ele não busca concluir tanto contra a universalidade do amor romântico, mas tenta refutar a visão sociobiológica de que o amor estaria codificado evolutivamente no cérebro humano.
Os estudos de Jankowiak e Fischer e o de Lindholm são vistos como complementares, apesar de suas conclusões diferentes. Lindholm considera que a evidência etnográfica é insuficiente para se descartar a possibilidade de o amor romântico ser universal. Ele discorda também em relação à definição de amor romântico, no quesito de se ele possui necessariamente um componente sexual, e aponta os pastós do Paquistão e os trovadores franceses como exemplos entre os quais no amor romântico se idealiza a castidade.

### Variedade cultural
O amor romântico ser considerado um universal cultural não indica que ele necessariamente é um universal absoluto, que deva existir em todo indivíduo e grupo social. Essa afirmação também é muito ampla e deve ser analisada em como esse amor se apresenta: se como fenômeno literário, fato antropológico, moral sociológica prevalente, ou como emoção. Pode-se afirmar que há diversas evidências da presença do amor romântico em todas essas dimensões, entre muitas culturas, ao longo da história. Porém, o amor romântico se tornou um fenômeno de massa apenas nos últimos séculos, em sociedades ocidentais modernas e algumas outras.
Nem todos indivíduos de uma cultura passam pela experiência do amor romântico: Jankowiak e Harris chegam a afirmar que isso é incomum até mesmo entre as chamadas culturas românticas do ocidente, que celebram o apaixonamento. Por outro lado, seus achados demonstram que, em cada cultura, há pelo menos alguns que conseguem essa experiência, mesmo em face das mais repressivas sanções.
Apesar da universalidade transcultural do amor, as interpretações, experiências, descrições e expressões dessa emoção variam de acordo com cada cultura. Assim, há similaridades e diferenças nas seguintes experiências do amor romântico: paixão; crenças e atitudes românticas; sentimentos eróticos; alegria e fortalecimento gerados pelo amor; aspectos maladaptativos, como o sofrimento e obsessão.
Victor de Munck e colaboradores seguiram com pesquisas de abordagem cognitiva para responder à questão: se o amor romântico é um universal cultural, quais significados são compartilhados a todas as culturas em suas concepções de amor? Dentre as afirmações que representaram um possível núcleo comum dessas crenças sobre a experiência amorosa, se encontraram, por exemplo, a de que “o amor romântico é a felicidade suprema da vida”, “meu amor torna meu parceiro uma pessoa melhor e mais forte” e “eu constantemente penso sobre a pessoa com quem estou apaixonado”. Outros estudos na China e Coreia do Sul também confirmaram esse núcleo, mas a variável de maior concordância transcultural foi a que apontou significados negativos do amor, tais como o comportamento irracional. Porém, não foi resolvida a dúvida se o amor romântico necessariamente envolve um componente sexual.

### Condições sociais
Em 2016, de Munck junto com Andrey Korotayev e Jennifer McGreevey propuseram um modelo biossocial híbrido para unir a explicação de Lindholm, sobre a elaboração societária do amor romântico, e as razões evolutivas de sua função em ampliar o sucesso reprodutivo. Os resultados apontam que, quando há maior presença de família extensa no casamento, o amor como um critério de casamento diminui; e quando o status das mulheres é mais emancipado, o amor tende a aparecer como critério. Isso vai de apoio à hipótese evolucionária de que o amor romântico possui papel em criar vínculos de par apenas em contextos sociais onde outros vínculos para cuidados estão menos disponíveis. Anteriormente, de Munck e Korotayev também apontaram evidência de que em sociedades altamente patriarcais e com desigualdade de gênero, o amor romântico não tendia a prosperar e ser valorizado; e também que o amor romântico tendia a ser suprimido em culturas que promovem relações sexuais extramaritais ou antes do casamento.
Para historiadores como Lawrence Stone, o amor romântico se vincula principalmente à emergência da família afetiva no século XVIII, que legitimou o casamento por amor, atrelando-o aos direitos individuais e a outras instituições modernas, como a democracia, economia de mercado e família nuclear. Porém há outros historiadores, como os especialistas da Idade Média e Idade Moderna inicial, que indicam a importância de laços afetivos já em tempos anteriores.

### Evidências literárias
Jonathan Gottschall, em 2008, analisando a evidência literária, concluiu que o amor romântico é um “universal cultural estatístico”, com base em 75 contos de folclore de uma ampla gama cultural.
No último milênio, verifica-se que houve aumento de elementos do amor romântico na literatura da Europa e Ásia. A historiadora Julie Meisami afirma: “Existem vários paralelos importantes e mutuamente esclarecedores entre o aparecimento do romance, quase no mesmo período, na literatura cortês do Oriente e do Ocidente.” Octavio Paz e Mike Featherstone também apontam que, que apesar de diferenças, o amor romântico surgiu além do mais em contextos não ocidentais, como o mundo islâmico, Índia e Leste Asiático.
As evidências textuais confirmam hipóteses de que se aumentam a importância e convergência de elementos de amor romântico em obras de diferentes culturas e períodos históricos, quanto maior o desenvolvimento econômico daquela cultura, durante o momento em que foram escritos; o inverso também sendo confirmado.

### Desenvolvimento econômico
O historiador Georges Duby propusera a hipótese de que o desenvolvimento econômico era um fator fundamental para explicar a ascensão do amor na Europa Ocidental. Uma pesquisa de 2022 indica que a literatura de amor romântico do período medieval surgiu em um período de aumento de população, urbanização e de PIB per capita. Isso também se confirma em outros períodos e locais: a ficção era mais romântica durante o período helenístico e romano inicial (300 a.C.–200) do que no período grego arcaico e no Império Romano tardio; durante as dinastias Song, Yuan e Ming do que na dinastia Tang; durante o período Edo, em relação ao Kamakura e Muromachi. Há aumentos notáveis nos períodos medieval central e moderno inicial da França e Inglaterra, em contraste com áreas da Europa menos desenvolvidas, como a Irlanda, País de Gales, Noruega, Rússia e Império Bizantino. Também houve notório aumento de literatura romântica durante o Califado Abássida árabe e o período Heian japonês. Tal como os historiadores culturais apontavam, há uma convergência, no mesmo período cronológico, de aumento da presença do amor romântico na França, Inglaterra, Japão, Índia e China.
As correlações com o desenvolvimento econômico também reforçam que o amor romântico possui emergência endógena em cada cultura local, contra a hipótese disseminada nos estudos literários de que ele seria transmitido por difusão cultural—por exemplo, de que o amor cortês europeu teria se derivado do contato com a cultura cortesã árabe ou da redescoberta da literatura clássica antiga.
Conforme observações históricas e das ciências comportamentais, o desenvolvimento econômico e tecnológico altera as preferências afetivas individuais, de acordo com as disponibilidades de recursos e possibilidades de investimento emocional na família. O estudo estatístico de 2022 também aponta que o novo conceito de casamento e de relacionamento amoroso duradouro é um reflexo das preferências pessoais das pessoas medievais, e que não foram impostas pela Igreja. É possível a hipótese de que as próprias pessoas influenciaram as doutrinas religiosas a se adaptarem às suas escolhas de monogamia, castidade antes do casamento e de fidelidade eterna, pois histórias muito românticas que defendiam esses valores surgiram na Antiguidade pouco antes do cristianismo, tal como a de Dáfnis e Cloé.
Uma pesquisa de 2024, feita com 86.310 pessoas em 90 países, indica que indivíduos de países com maior Índice de Desenvolvimento Humano valorizam mais o amor romântico do que aqueles em países de menor IDH. Por outro lado, o amor romântico apareceu como mais valorizado entre quem sofreria perdas maiores caso ocorresse um término de relacionamento: aqueles de nível socioeconômico mais baixo, e entre as mulheres e quem tem muitos filhos. Isso apoia a hipótese de que o amor romântico possui importância evolutiva para gerar compromisso e manter um vínculo com maior sucesso reprodutivo. Apesar de se verificar que, individualmente, aqueles com maior condição socioeconômica tendem a não valorizar tanto o amor romântico como fator para a decisão de um relacionamento a longo prazo, essa associação não é tão forte, e no geral há associação muito forte entre maior nível socioeconômico de um país, refletido no IDH, e a valorização do amor romântico. Em média, em todos os países da amostra, mesmo com as variações econômicas, as pessoas não se dispõem a formar um compromisso de relacionamento de longo prazo sem amor, indicando uma importância universal do amor romântico.

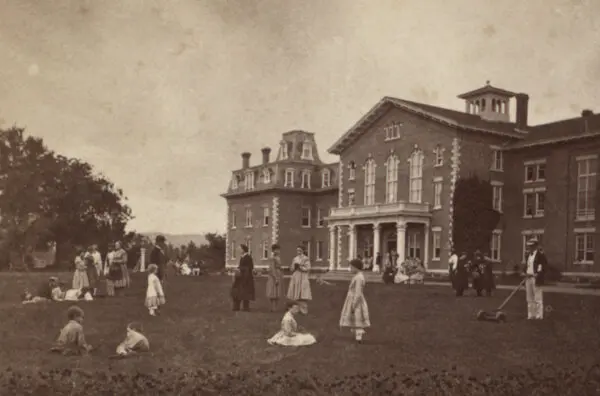
A Comunidade de Oneida, com um ideal de amor livre poligâmico, desencorajava os apegos românticos exclusivos (chamados de "amor especial"), rompendo-os. Tensões cresciam quando, principalmente entre mulheres jovens, o desejo de se formar relacionamentos exclusivos e compromissados se tornou cada vez mais prevalente. Até ao ponto em que, em 1879, o casamento foi admitido

Há que se considerar também uma diferença entre o ideal e expectativa do amor romântico e o sentimento do amor romântico: a experiência do amor romântico pode ser mais intensa entre aqueles de condição socioeconômica maior, enquanto em níveis socioeconômicos mais baixos pode haver mais conflitos cotidianos e dificuldades financeiras que entravam a possibilidade de sentir o amor romântico.

### Relações alternativas
Há também estudos etnográficos recentes que apontam para outras formas de relação, além da monogamia e heteronormatividade, que modificam as expressões de amor romântico, de maneira que se verificam em outras culturas idealizações diferentes do amor.
Em um estudo etnográfico de uma comunidade mórmon poligâmica, o amor romântico diádico como preferência aparece como um desafio ao ideal de amor plural da comunidade; e em outros estudos sobre comunidades poligâmicas, relatos apontam que o ciúme não é inevitável, e também que em relacionamentos não exclusivos há uma hierarquia emocional, em que um amante é visto como primário em relação a outro.
Na década de 1990, o conceito de poliamor começou a ser difundido. A partir de 1997 no Brasil, surgiram publicações na mídia sobre uma "crise do amor romântico", alegadamente atrelada ao fim de um patriarcado. Desde o final daquela década, o sentimento do amor romântico foi criticado principalmente por Regina Navarro Lins como atrelado à repressão sexual e monogamia, enquanto ela defendia "outras formas de amar", como a de relacionamentos poliamorosos.

## Sociologia
É uma visão predominante entre representantes das artes e humanidades, e opinião de autoridade entre importantes acadêmicos da sociologia, de que o amor romântico seria exclusivo da sociedade moderna e ocidental.
Na sociologia cultural e disciplinas afins, a visão clássica é a de especificidade, ao invés de uma universalidade, desse tipo de amor. Seus expoentes afirmam que há um "código do amor romântico" que é produto do início da modernidade ocidental, base e primórdio da parceria sexual, atrelada à burguesia e à separação das esferas privada e pública. Dentre os mais influentes proponentes dessa posição sociológica cultural estão Niklas Luhmann; Anthony Giddens; e a obra de sociologia das relações diádicas por Karl Lenz, bem como a da sociologia das relações íntimas editada por Kornelia Hahn e Günter Burkart. Essa visão também ocorre na posição histórico-construtivista, defendida no compêndio Sexualidades Ocidentais, editado por Philippe Ariès e André Béjin, e por Michel Foucault, com seu livro História da Sexualidade. Porém, no volume 2 de História da Sexualidade, Foucault concede, segundo ele, como uma das raras ocorrências antigas que apontariam ao amor romântico, a fala de Diotima em O Banquete de Platão.
Foucault é criticado por seguir modelos freudianos que reduzem os desejos e emoções apenas ao sexo. Ann Laura Stoler aponta que sua hipótese da repressão substitui uma análise histórica profunda e promove o apagamento de anseios e sentimentos complexos em contextos coloniais; na abordagem de outras culturas, Eve Kosofsky Sedgwick afirma que é empobrecedor reduzir o afeto à motivação sexual. Não é novo o discurso europeu que reduz outras culturas e períodos antigos somente a suas taxonomias modernas da sexualidade.

### Individualismo e família burguesa
Ann Swidler, que segue inspiração do modelo foucaultiano de genealogia, afirma que as narrativas de amor cortês medieval, que não focavam no casamento, foram reformuladas para a família burguesa na "cultura do capitalismo inglês inicial”: “[ele] assumiu a forma quintessencial do romance inglês do século XVIII (...) Ambos leitores e escritores estavam mergulhados no individualismo da nação mais capitalista e protestante do mundo. O amor se tornou o mito focal do individualismo."
Em A Transformação da Intimidade, Anthony Giddens relaciona o amor romântico com os contextos de poder e criação de discursos no casamento, família e sexualidade. Ele distingue o amor passional (amour passion), que considera mais universal e atrelado à sexualidade, em relação ao amor romântico, que seria mais culturalmente específico. Este, em sua definição, estabelece uma narrativa ao indivíduo, na qual o amor sublime predomina sobre os componentes sexuais, concilia a liberdade e autorrealização do sujeito, e lhe traz uma fórmula de se buscar alguém que torne sua vida completa.
Giddens afirmou que Foucault “é silencioso sobre as conexões da sexualidade com o amor romântico, um fenômeno intimamente ligado às mudanças na família”. Ele estabelece que o amor romântico teria surgido no final do século XVII, com a ascensão de seus ideais sendo vista particularmente no final do século XIX, principalmente na literatura ficcional de amor. Também afirma o surgimento de novas formas de amor: o amor romântico foi precursor do “relacionamento puro”, e atualmente há o “amor confluente”, em que o relacionamento amoroso é condicional e revisável. O amor confluente não possui os elementos ideológicos do amor romântico, de que seria “único” e “para sempre”. Esse último foi profundamente analisado por Zygmunt Bauman.
Giddens também considera significativo que as narrativas de autoidentidade emergiram paralelamente aos conceitos do amor romântico e diz que, se por um lado o complexo do amor romântico surgiu atrelado à “criação do lar”, à “invenção da maternidade”, às mudanças da parentalidade em relação à infância, e à subordinação da mulher ao ambiente doméstico, ele não pode ser visto como um complô masculino: para ele, o amor romântico é um “amor essencialmente femininizado” cujos ideais “permitiram às mulheres desenvolver novos domínios de intimidade”.
Friedrich Engels, em A Origem da Família, da Propriedade Privada e do Estado, criticou o casamento monogâmico “afetuoso” da burguesia como hipócrita, não sendo motivado por sentimento ou amor, mas por conveniência e classe social. Ele afirmou que apenas entre as classes trabalhadoras poderia ocorrer o “verdadeiro” amor romântico e, no Manifesto Comunista, junto a Marx defendeu que somente em uma sociedade comunista livre da propriedade privada a família e o amor poderiam ser emancipados de quaisquer relações de interesse. Essas críticas sobre o condicionamento do amor no capitalismo se seguiram em Herbert Marcuse e Erich Fromm. Porém, segundo Eva Illouz, apesar dessas visões terem sido influentes na academia e em movimentos estudantis, não promoveram mudanças na representação popular, e o amor romântico predomina no imaginário.

### Relação entre os amantes
William Reddy, tal como Giddens, afirma que o dualismo entre desejo e amor é único à concepção ocidental do amor romântico: o amor e o desejo sexual são sentidos ao mesmo tempo, mas há uma continência do desejo visando ao bem-estar do outro e, nessa tensão produtiva, ambos aspectos podem ser satisfeitos. Isso pode ser visto desde o personagem Pausânias em O Banquete de Platão, que descreveu a existência de dois tipos de amores: um “baixo” e outro “nobre”; e foi atualizado também por Freud, ao apontar a existência de conflitos na clínica psicoterapêutica entre o desejo sexual e o amor, enquanto o amor romântico é visto como um ideal que une a ambos.
Ulrich Beck e Elisabeth Beck-Gernsheim afirmam que, nesse contexto ocidental, o amor romântico se torna objeto de uma “religião terrena” que o põe como fim em si, tornando-o mais gratificante do que somente o amor ou somente o desejo à parte.
Os sociólogos Niklas Luhmann e Hartmann Tyrell, a partir do contexto moderno do romantismo, definem o amor romântico como baseado em dois princípios gerais: esse tipo de amor tem sua razão em si mesmo (é “autorreferencial”), portanto é pessoal e infundado; e o amor romântico se constitui pela junção da “preferência incondicional” e “alta relevância” que põe a pessoa amada e o amor como prioridades, em relação ao restante do mundo. Torna-se realizado quando há uma “simetria e reciprocidade incondicionais”, baseada na “compreensão altamente pessoal” ou simpatia mútua dos amantes.

### Efeitos da modernidade
Há consenso na sociologia de que as experiências de amor e relacionamentos românticos estão mudando devido aos processos da modernidade, tais como: a separação de sexo e reprodução; a popularização de ideologias psicoterapêuticas; o consumismo; a urbanização; a industrialização. Exemplos de efeitos apontados são de que os relacionamentos românticos estão se tornando cada vez mais voluntários e exigindo constantes negociações; há maior comodificação do amor, em que a expressão romântica se torna mais dependente do consumo de experiências de entretenimento; ocorre a expansão de repertórios culturais sobre essas experiências amorosas; e os amantes possuem menos guias institucionais para a busca romântica.
Sociólogos como Chris Rojek, seguindo a vertente crítica de pensadores como Theodor Adorno e Siegfried Kracauer, apontam que, com a cultura popular de massa, houve desvio das energias da coletividade a favor de ideologias do capitalismo. Ele cita, por exemplo, as representações em clichê do amor romântico que surgiram a partir de 1920 no cinema em Hollywood. Essas representações também foram anteriormente criticadas, junto com a mídia de massa, em revistas populares das décadas de 1920 e 1930, algumas das quais tendo afirmado que o amor romântico seria uma invenção hollywoodiana que prejudicava o casamento. Em uma dessas revistas, um comentarista cultural afirmou em 1930: "A objeção ao credo romântico não é que ele seja uma ficção, mas que ele seja uma ficção perniciosa". Denis de Rougemont também desaprovara o ideal de um "final feliz" nesses filmes, porque indicaria que o amor apaixonado surgia não em uma parceria de casamento, mas com pessoas separadas.
Elaine Hatfield e Richard Rapson distinguiram duas formas de amor romântico: o amor apaixonado, caracterizado pelo desejo intenso do objeto de afeição; e o amor companheiro, menos intenso e visto como o sentimento duradouro que se lhe segue, envolvendo respeito, devoção e conexão profunda. Hatfield e Rapson apontam que, mesmo sendo um universal com grandes semelhanças entre as culturas―e também grandes variações―as pressões da globalização têm impacto em homogeneizar as características e intensidade do amor passional. Atitudes românticas e sexuais passam a convergir, tal como a busca de casamento por amor feita pelos jovens em sociedades tradicionais de matrimônio arranjado, e mudanças ocidentalizadas vistas, por exemplo, entre aborígenes e inuítes. Também podem ocorrer moldagens recentes do amor romântico devido a pressões nacionais, como durante o início da República Popular da China após a Revolução Comunista, em que as relações sexuais passaram por controle e o amor romântico era negado, a favor da afirmação do coletivo sobre o indivíduo.

## Literatura e folclore

### Panorama geral
O amor romântico é um topos literário recorrente em diversas culturas e períodos. Na Grécia Antiga, por exemplo, há os casos de Helena e Páris; Héracles e Ônfale; Dido e Eneias; Medeia e Jasão. Os teóricos que afirmam que o código romântico é uma exclusividade do Ocidente e da modernidade não costumam fazer referência ao corpus textual de outras culturas em que se encontram características do amor romântico, e ignoram, por exemplo, o Cântico dos Cânticos hebraico do Velho Testamento. A fábula suméria do amor que Inana tinha por Dumuzi é de cerca de 2000 a.C.

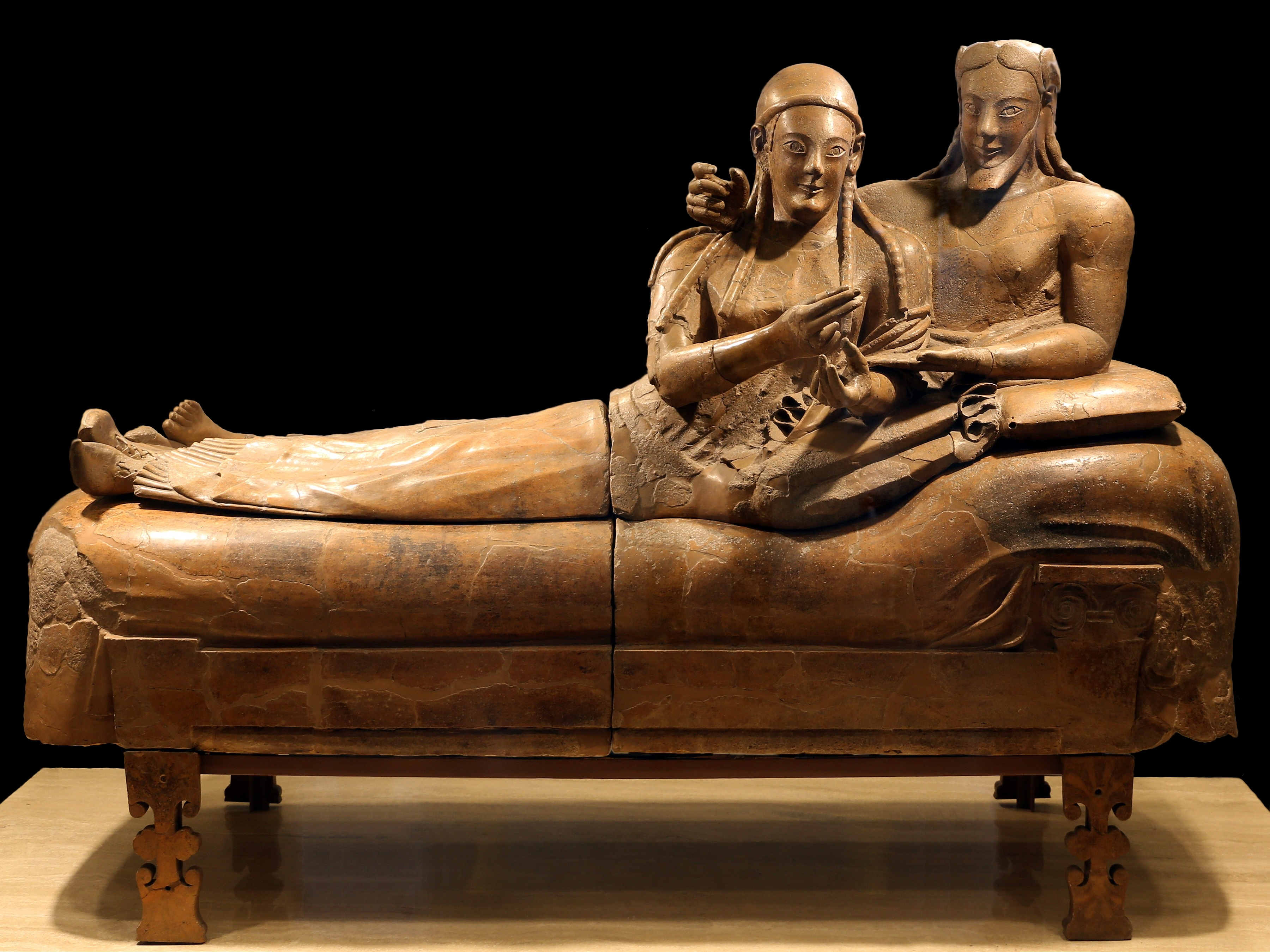
O etrusco Sarcófago dos Esposos, século VI a.C.

Em motivos folclóricos, aparecem nas variadas culturas contos que refletem temas de desejo romântico, como por exemplo o da donzela-cisne, o qual se especula ter se difundido pela Eurásia e América por volta de 5000 a.C. Barbara Fass Leavy aponta: “Os contos da donzela-cisne sugerem que o amor romântico constitui não apenas uma tradição literária, mas também um sonho universal resultante da capacidade imaginativa humana de imaginar uma vida melhor”; e Sudhir Kakar e John M. Ross afirmam que as culturas "usam seus mitos de amor da mesma maneira que os indivíduos usam sua fantasia sexual central: para expressar seus desejos mais profundos que estão totalmente em desacordo com as ideologias aceitas do relacionamento homem-mulher"
Feitiços de amor escritos, datados de milênios, também são evidência do amor romântico e apontam o esforço que os praticantes tinham em manipular outros para que se apaixonassem, bem como o enfrentamento do amor não correspondido. Uma das mais antigas magias de amor é um encanto sumério, cujo objetivo era enfeitiçar a pessoa com um comportamento de busca obsessiva. No Épico de Gilgamés, uma magia é jogada sobre Enquidu por uma feiticeira, a ponto de ele manter relações sexuais com ela por sete dias e, como resultado final, tornar-se civilizado. Os trobriandeses consideram todo sucesso amoroso como resultado de magia, e a magia de amor utilizada para direcionar sentimentos românticos de outras pessoas são encontradas entre os indígenas navajos e cris, e entre os romanis.
Na hipótese de Georges Duby, em sua análise sobre as histórias de amor medievais, obras literárias desse tipo possuem sucesso cultural porque se adequam ao gosto das pessoas para histórias românticas, caso contrário desapareceriam rapidamente. Um exemplo disso foi a história de Tristão e Isolda, transmitida dos séculos XII e XIII em diante.
Irving Singer afirma que o amor romântico, em um sentido moderno mais estrito, tem sua base na concepção platônica de amor e é uma vulgarização de seus ideais. Victor de Munck considera que uma teoria de amor romântico que é das mais influentes e talvez a predominante na pesquisa humanista do amor é a doutrina platônica, a qual caracterizou a busca de unidade como o motivo principal de eros e se tornou uma metáfora dominante. Na literatura, o amor romântico como busca das metades faltantes também deve muito ao mito dos gêmeos contado pelo personagem Aristófanes em O Banquete de Platão. Na Grécia Antiga, o conceito clássico de eros é um construto que envolve o que os psicólogos chamam de “amor romântico”, e não se define pela presença de luxúria ou relações sexuais.

### Critérios de identificação
Nicolas Baumard realizou em 2021 uma análise global e histórica das narrativas de amor romântico. Baseando-se na definição científica moderna de amor romântico, são consideradas por ele como narrativas mais “românticas” aquelas que apresentam elementos sobre atração mútua, apego emocional, compromisso de longo termo e priorização do amor (incluindo ações como suicídio por amor, e representações de saudade intensa e “coração partido”). Ele considerou que um “complexo romântico” corresponde ao que David Konstan chamou de “simetria sexual” em histórias antigas clássicas: quando há simetria entre dois personagens e ênfase em seus sentimentos, como o de apego emocional e amor à primeira vista; ênfase maior no compromisso relacional do amor do que nos aspectos sexuais; e ambos personagens ativamente buscam o amor, expressando até mesmo ações intensas.
Os critérios de Konstan utilizados por Baumard para indicar histórias sexualmente simétricas com “alto nível de amor romântico” foram: idealização do parceiro; apego emocional; compromisso a longo prazo; reordenamento das prioridades de vida. Ele verificou que o desenvolvimento econômico é associado ao aumento da frequência de histórias românticas; ao aumento da importância do amor romântico na literatura; ao aumento da importância relativa do amor romântico em gêneros dentro de uma mesma tradição literária, ou em intercâmbio com outras tradições; e ao aumento de sua importância relativa quando se compara o período de uma escrita original e os períodos de reescrita posterior de uma mesma história.

Um exemplo literário que indica o parâmetro de alto nível de elementos românticos é As Etiópicas de Heliodoro de Emesa (séculos II–III), onde se descreve por exemplo:
"Pois, assim que se viram, amaram-se; parecia que suas almas haviam reconhecido que eram afins, como se, conscientes de que fossem parentes de nobreza, apressassem-se cada um em direção à sua afinidade. A princípio eles permaneceram estupefatos e imóveis; ela, ainda segurando a tocha, e ele, estendendo a mão para pegá-la. Por muito tempo continuaram assim, os olhos fixos um no outro, como se, em vez de terem agora se encontrado pela primeira vez, já haviam se conhecido antes e tentavam se lembrar de onde. Então sorriram, gentil e quase imperceptivelmente, o que só foi traído pelo movimento dos olhos; logo, como se estivessem envergonhados, ambos coraram; e, um momento depois, quando a paixão atingiu seus corações, eles empalideceram (...) Ele jurou que nunca conhecera uma mulher, que sempre rejeitara e desprezara a ideia de amor e casamento, até que a beleza de Caricleia lhe provou que ele era naturalmente fraco, mas que até então nunca tivera visto uma mulher digna de seu amor."
Há prioridade no amor, quando a personagem afirma: “É Teágenes quem se casará comigo, ou o dia fatal chegará para mim”; e há ênfase na vinculação emocional de longo termo, dissociada das relações sexuais, quando diz o personagem:
“Eu me mantive puro de todas as relações ilegítimas com você; tenho frequentemente repelido os vossos avanços, esperando a oportunidade de consagrar legitimamente aquela união à qual nos comprometemos desde o início e que foi confirmada pelos mais solenes juramentos.”
Outro exemplo emblemático são as histórias chinesas de caizi-jiaren (gênero de “literato e bela mulher”), em que se encontra também o padrão de que contam primariamente uma história de amor; ocorre um encontro inesperado e amor à primeira vista; e o herói e heroína devem enfrentar obstáculos; em geral, elas terminam com um final feliz em que o casal finalmente se reúne.
Há diversos problemas de se abordar o amor romântico em uma sociedade a partir das ficções narrativas: há a questão se o gênero literário ou as normas sociais restringem a aparição e expressão do conteúdo no texto. Mas a história da literatura indica que uma conformação de conteúdo não ocorre de forma tão rígida: histórias de amor aparecem em todos os tipos de gênero literário. Além do mais, a literatura demonstra ser maleável em relação às normas, por exemplo no contexto de autores romanos representarem o desejo feminino por meio de artifícios, mesmo quando não era próprio às cidadãs expressarem suas opiniões sobre o casamento. A maioria das histórias de amor antes da modernidade foram escritas onde a liberdade feminina e o contato entre jovens eram grandemente restritos, indicando que isso não impede o florescimento de literatura romântica, a qual inclusive reflete as dificuldades dos amantes. Podem ocorrer paradoxos: durante a dinastia Ming chinesa, histórias de amor foram abundantes, apesar das normas sociais serem rígidas; enquanto durante a dinastia Tang, com normas mais flexíveis, as histórias eram menos românticas.

### Romances de amor
Comumente se chama de “romance de amor” o gênero de histórias de amor escritas em prosa que surgiram durante o período romano tardio. Exemplos mais conhecidos são Dáfnis e Cloé, As Etiópicas, As Aventuras de Leucipe e Clitofonte e o Conto Efésio de Ântia e Habrocomes. Eles foram altamente influentes durante séculos e descrevem amantes que enfrentam obstáculos em sua união, podendo até considerar o suicídio, mas há um final feliz. A última obra foi uma das fontes do Romeu e Julieta de Shakespeare. Posteriormente a cultura francesa foi a mais prolífica em disseminar o gênero pela Europa, por exemplo com L'Astrée de Honoré d'Urfé. Também se pode mencionar a difusão italiana por Ariosto.

### África e Antiga Mesopotâmia
Na África antiga, provavelmente os egípcios foram os criadores dos mais antigos poemas de amor, que aparecem desde o Império Novo (1580–1085 a.C.). Seu conteúdo não era sobre relações sexuais, mas sobre o amor em si através da voz de um dos amantes ou de um terceiro. Em uma coletânea, é descrita a felicidade e o desespero de alguém em estado de amor apaixonado, o que é evidência de um precursor do amor romântico.
“Eu queria ser teu espelho

para que sempre olhasses para mim.

Eu queria ser tua roupa

para que sempre me usasses.

Eu queria ser a água que lava

teu corpo.

Eu gostaria de ser o unguento, ó mulher,

para que eu pudesse te ungir.

E a faixa em volta dos teus seios,

e as contas em volta do teu pescoço.

Eu queria ser tua sandália

para que me calçasses!

Ouvir tua voz é vinho de romã para mim:

Ganho vida dela ouvindo.

Pudera eu te ver com cada olhar,

Seria melhor para mim

Do que comer ou beber.”

―Um dos poemas egípcios mais populares do século VI a.C.
Porém, é ausente a evidência de histórias com nível elevado de amor romântico, pois a quantidade sobrevivente da literatura narrativa egípcia é escassa. O mesmo se dá com as culturas da Mesopotâmia.

### Grécia

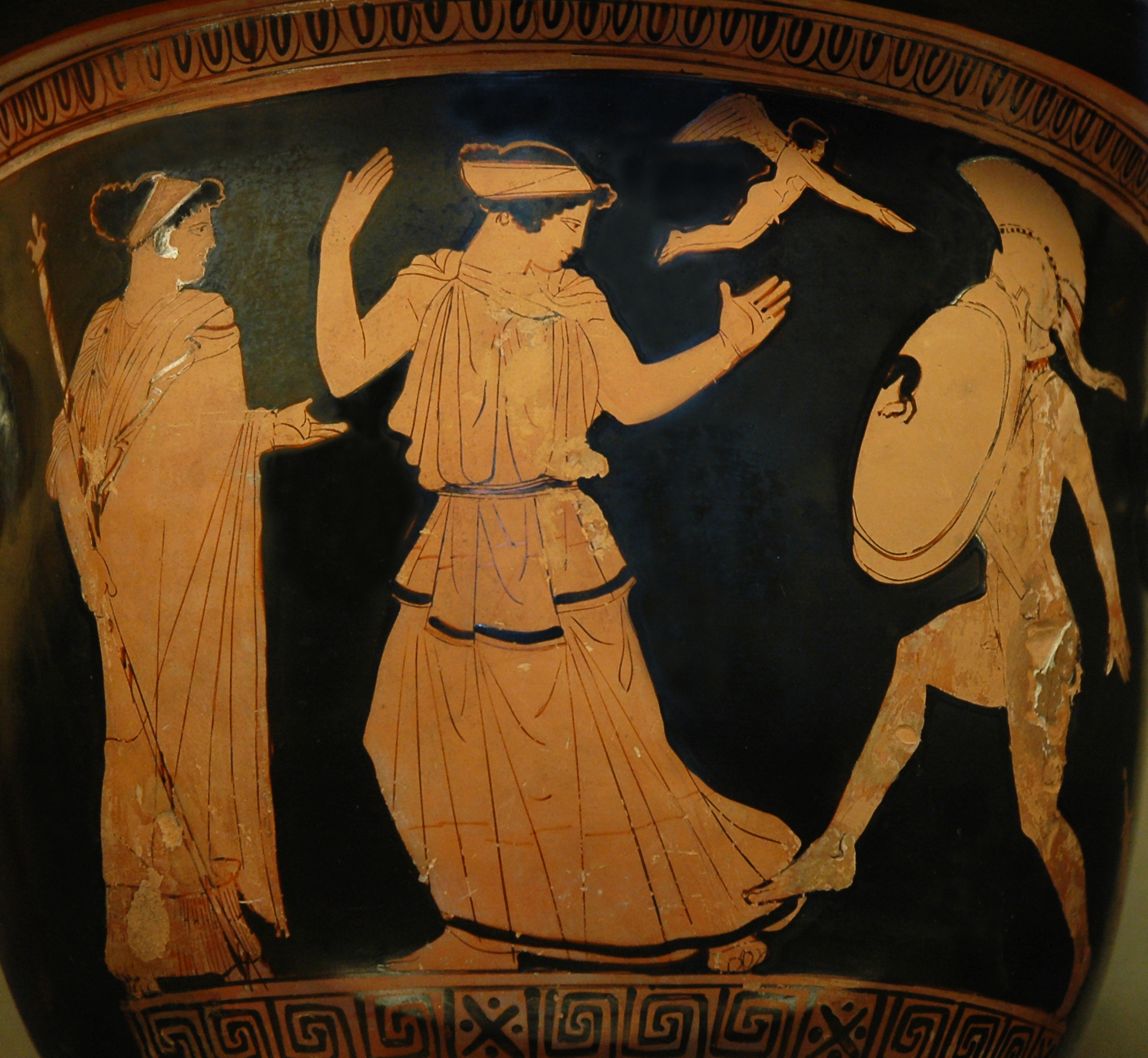
Segundo a Pequena Ilíada, Íbico e a Andrômaca de Eurípides, Menelau está prestes a matar sua esposa Helena quando ele a recupera: mas larga sua espada quando a vê. A cratera grega acima (c. 450 a.C.) retrata a cena; Eros está voando entre os dois, e atrás de Helena, Afrodite

Na Grécia, do período grego clássico ao período romano tardio, havia alto desenvolvimento econômico e, em correlação, presença de histórias com nível alto de amor romântico. Houve uma queda do nível econômico e das histórias altamente românticas durante o período medieval inicial, até que esses índices foram retomados a partir do período medieval central, continuando até a modernidade.
Alguns elementos românticos aparecem nas narrativas arcaicas gregas, como a separação de Heitor e Andrômaca e a reunião de Odisseu e Penélope, porém o amor tem importância marginal em seus mitos e folclore.
Na história original da Guerra de Troia, os elementos românticos são raros; mesmo nos trechos da Ilíada em que há paixão erótica, há uma dissimetria em que predomina a voz masculina e a história de amor não é principal. Porém depois, diversas histórias nela se inspiraram dando uma importância maior ao amor romântico, como a Helena de Eurípides, Aquileida de Estácio, Eneida de Virgílio e Heroides de Ovídio; continuando a ser reescrita na Idade Média e Idade Moderna, em versões mais altamente romantizadas.
Na Grécia Clássica, o amor romântico tinha papel limitado ao teatro, como por exemplo na Antígona e Enomau de Sófocles, em As Rãs de Aristófanes, e principalmente com as tragédias de Eurípides, como Medeia, Hipólito, Estenebeia e Helena. É possível que as primeiras histórias de amor lá apareceram no final do século V a.C. Na prosa, a primeira história romântica aparece no século IV a.C.: o conto de Abradatas e Panteia, presente na Ciropédia.
A importância do amor aumentou durante a Nova Comédia (séculos IV–III a.C.), onde se encontram a maior parte dos elementos românticos da época, como a idealização, amor à primeira vista e compromisso duradouro. Nas Argonáuticas, é retratado o intenso amor de Medeia por Jasão. Após esse período, muitas obras literárias foram perdidas, porém se encontra a história de amor de Acôntio e Cídipe e a coletânea de contos Erotica Panthemata; os primeiros romances de amor, como Calírroe de Cáriton e Metíoco e Partênope, podem datar desse período.

### Índia

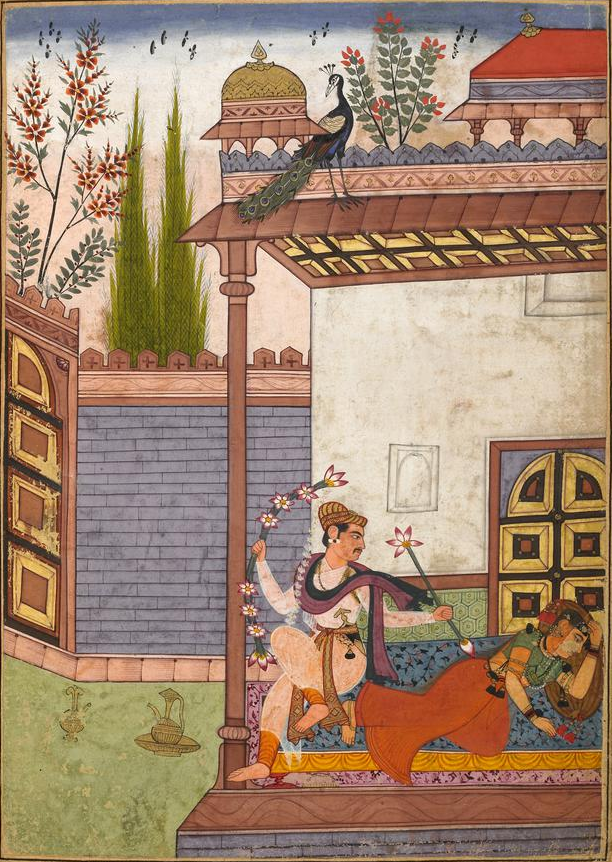
Miniatura da Raguini Vibasa, no Ragamala Manley (c. 1610). Elementos simbólicos de romance são o pavão, a cor vermelha e o homem com um arco de flores e flecha de flor-de-lótus, emprestada pelo deus do amor Kama, análogo ao Cupido

Durante o período védico-arcaico, o desenvolvimento econômico e o número de histórias com alta quantidade de elementos românticos eram ambos baixos. A partir do período clássico (século V a.C.), ambos os índices se tornaram elevados, em uma tendência que ocorreu até a modernidade. Com a transição urbana indiana, segundo Francesca Orsini, “o amor tornou-se o principal exemplo e o foco de uma sofisticação emocional e estética muito maior”. Exemplos incluem o amor simétrico de Nala e Damayanti no Maabárata; o poema Kuṟiñcippāṭṭu (c. século I a.C); os dramas de Calidasa; o romance Kadambari de Banabhatta (século VII), centrado no apego e união romântica entre um casal heroico.
Na teorização do amor no Tolkāppiyam, o conceito é de simetria e união sentimental, em que se exclui a luxúria e não se baseia apenas na atração física, mas requer aspectos românticos e psicológicos. Tal como nas tradições europeias e centro-asiáticas, o amor romântico nele se associa à virtude e autodisciplina.
Vatsiáiana recomendava os jovens a se casarem por amor.
No período medieval, há o Naishadha Charita e o romance prácrito Lilavati (c. 800). Após as invasões islâmicas, foram escritas as histórias de amor Sirém e Cosroes (1298) e Chandayana (1379), esta última tendo inspirado uma longa tradição dos romances sufis.

### China
Todas as dinastias chinesas a partir do século V apresentam ficções caracterizadas por alto nível de amor romântico, apesar das diferenças entre uma e outra. Um exemplo de história de amor é O Pavão Voa para o Sudeste (século V), em que um casal é separado por imposição da família, apesar de ambos se amarem. A esposa se mantém sem se casar novamente e termina por se suicidar. O conto Han Peng no Em Busca do Sobrenatural conta sobre um casal devoto e votos de eterno amor: a esposa é obrigada a se casar com um príncipe, e tenta se reunir com seu marido. Ao falharem, ambos cometem suicídio e, no final, são enterrados sob duas árvores, que crescem com os galhos entrelaçados.
Na dinastia Tang, aparecem diversas histórias de amor, que continuam florescendo nas dinastias sucedentes. Entre as dinastias Tang e Song, o aumento no nível de amor romântico pode ser evidenciado na poesia particular de mulheres, biografias de cortesãs e textos funerários que celebravam a fidelidade e compromisso amoroso de mulheres.
A Biografia de Yingying, um conto que surgiu por volta do ano 800, inspirou uma das obras chinesas mais famosas, A História da Ala Ocidental, que foi comentada e reeditada até o século XVII. Sua contagem seguiu a tendência de amplificação dos elementos do amor romântico: se a versão inicial era misógina, não havia amor à primeira vista, nem final feliz, depois, principalmente a partir da dinastia Song, ocorre maior idealização, traços positivos à personagem e presença de castidade e compromisso antes do casamento.

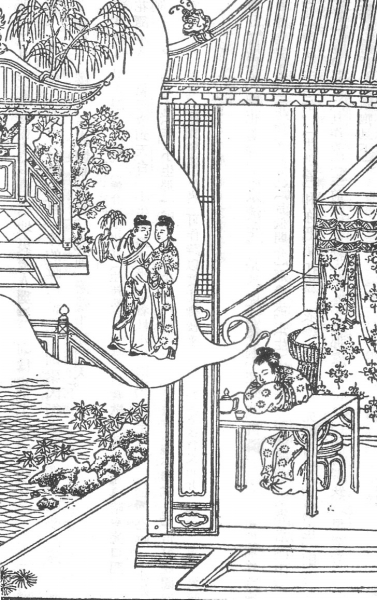
Impressão xilográfica de bloco chinesa, de 1618, retratando uma cena de O Pavilhão das Peônias

No período Ming, surge um culto do sentimentalismo romântico. Disso, O Pavilhão das Peônias é uma das histórias mais famosas e conta sobre os obstáculos que dois amantes vivem para se reunirem.
Durante esse movimento do chamado "culto de qing", foi incentivada a união amorosa baseada no sentimento e respeito mútuo, pra além de classe, dinheiro e aparência, o que, segundo Paolo Santangelo, se assemelha muito à ideia do amor romântico. Nesse contexto, Feng Menglong e Pu Songling fundamentam que um relacionamento ideal entre amantes se baseia no conceito de zhiji (知己, literalmente "entender o eu [verdadeiro do outro]"), tal qual almas gêmeas. Assim, há diversos exemplos nos Contos Estranhos do Estúdio de Liao em que se descreve uma afeição íntima, pura e espiritual entre homens e mulheres, algumas vezes mesmo sem amor físico, para além da paixão e contrariando obstáculos e diferenças sociais.
Na história Huan Niang dessa coletânea, é descrito um amor sublimado entre um literato e uma mulher fantasma, unidos pela paixão musical e superando a morte. Em outro caso, Princesa Yunluo, uma imortal feminina propõe a um admirador a escolha entre um amor espiritual, baseado em companhia mais duradoura, e um amor físico sexual; ela fica silenciosa e resignada quando o admirador escolhe o segundo.
Em Rui Yun, a protagonista é uma prostituta que, em determinado momento, tem seu rosto desfigurado por magia; um erudito admirador, no entanto, continua-lhe fiel e a acolhe em casa. Ao se sentir envergonhada e indigna, ele lhe diz: “A coisa mais valiosa da vida é compreender um amigo. Você me entendeu pelo que eu era quando você estava no auge da beleza". A magia é revertida e sua beleza retorna.
Com essa literatura do culto de qing, era promovido um novo tipo de relação amorosa, superior ao amor comum e para além de luxúria ou sexo. Isso já era conhecido nos moldes do gênero de “talento e beleza” (caizi jiaren), que dessexualizou o amor e ampliou seu sentido, promovendo uma reavaliação das emoções na sociedade chinesa. Assim, no novo movimento sentimental, os autores tenderam a exaltar uma paixão parcialmente dessexualizada, junto a uma idealização e transfiguração da mulher, que se torna etérea ou celestial. Santangelo especula que é possível que a forma romântica de amor na China teria sido cultivada originalmente em relações entre literatos e cortesãs, tendo em vista as normas que regulavam o casamento e as paixões individuais.
Assim, o compromisso e celebração ao amor romântico (qing) tinha uma tendência não conformista e marcou o período Ming tardio; porém, pervadiu também grande parte da literatura posterior até a dinastia Qing.
Fenômenos semelhantes ao efeito Werther, que levou ao aumento de mortes por amor na Europa romântica, ocorreram na China, em séries de suicídios inspirados por duas obras: O Pavilhão de Peônias e O Sonho da Câmara Vermelha.
Na Dinastia Qing, o gênero de caizi-jiaren está consolidado, e o amor se torna o tópico central das prosas, dentre as mais famosas estando O Sonho da Câmara Vermelha.

### Japão
Do período Nara ao período Edo, há presença de histórias com alto nível de amor romântico em todos os períodos, menos no Kamakura (1185–1333). Um exemplo é a história do amor simétrico entre o príncipe Kinashi no Karu e a princesa Karu no Oiratsume, no Kojiki; após uma troca de poemas de amor, ambos amantes se suicidam. Outros se incluem Ochikubo Monogatari, Takamura Monogatari, Utatane no Sōshi, e as peças de Chikamatsu Monzaemon (que nunca teve contato com obras europeias). O Conto de Genji, do período Heian, gira em torno de aventuras românticas, porém não conta histórias tão recíprocas de amor.

### Mundo romano

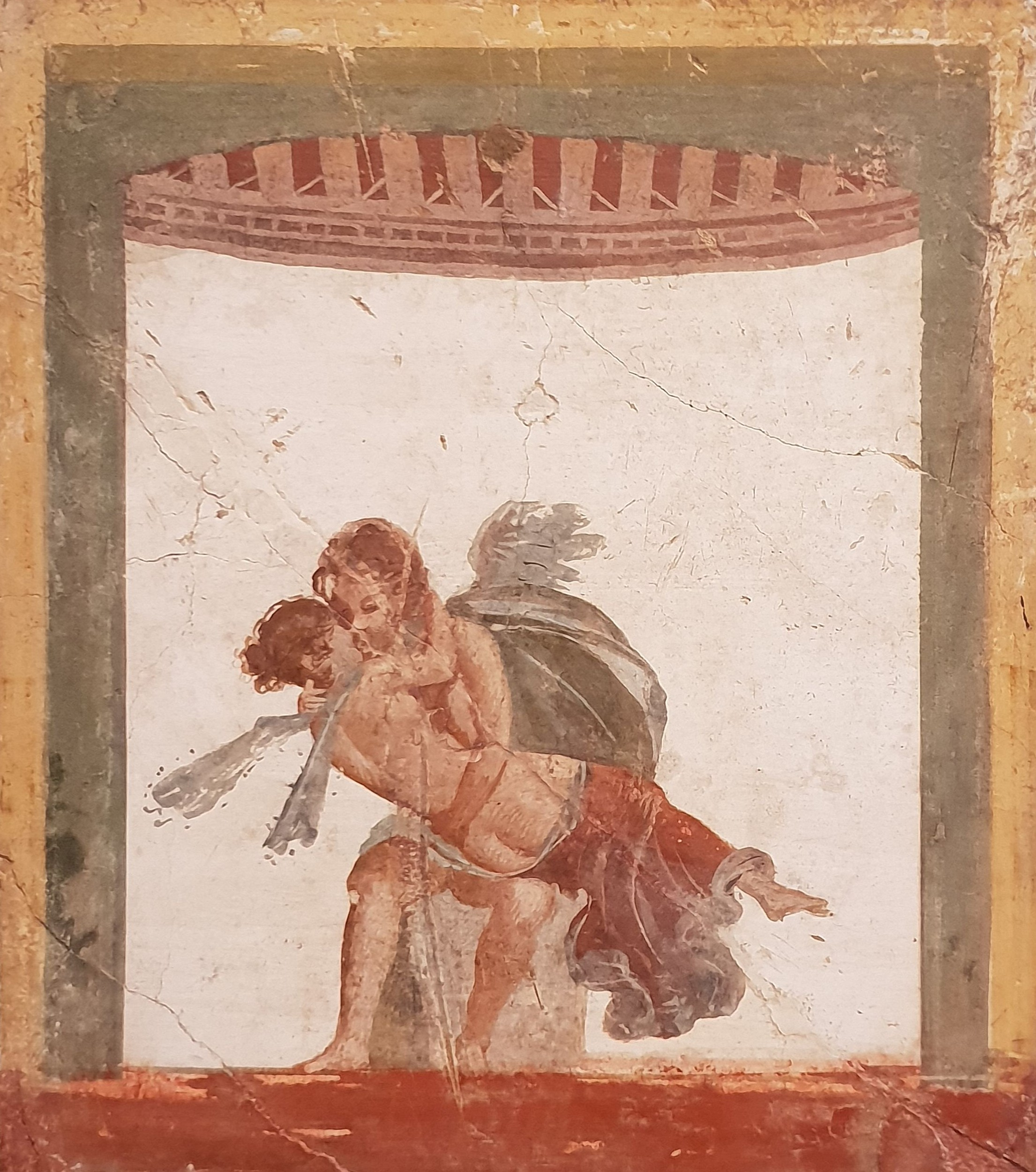
Afresco de Amor e Psiquê em Pompeia (século I)

Na Roma Antiga, houve declínio do número de histórias com alto nível de amor romântico apenas no período imperial tardio. As comédias de Plauto apresentam considerável interesse no amor romântico. No Díscolo de Menandro, o pai de um filho jovem lhe diz: “'Eu não só quero que você se case com a garota por quem você está apaixonado, mas eu digo que você deve (...) percebo que o casamento de um jovem será seguro se ele for persuadido a realizá-lo com base em eros”.
Há evidências de que o amor recebeu mais importância entre o período republicano tardio e imperial inicial a partir do aumento de inscrições de tumbas celebrando a felicidade conjugal, cartas de exílio lamentando a ausência de uma esposa, debates no Senado que indicavam questões afetivas e conjugais, tratados filosóficos sobre o amor e biografias de mulheres.
É no ápice do Império Romano que aparecem as histórias de amor mais extremamente românticas, como a de Orfeu e Eurídice em Virgílio; Píramo e Tisbe e Orfeu e Eurídice de Ovídio (em Metamorfoses); Cupido e Psiquê (em O Asno de Ouro) de Apuleio.

### Mundo persa

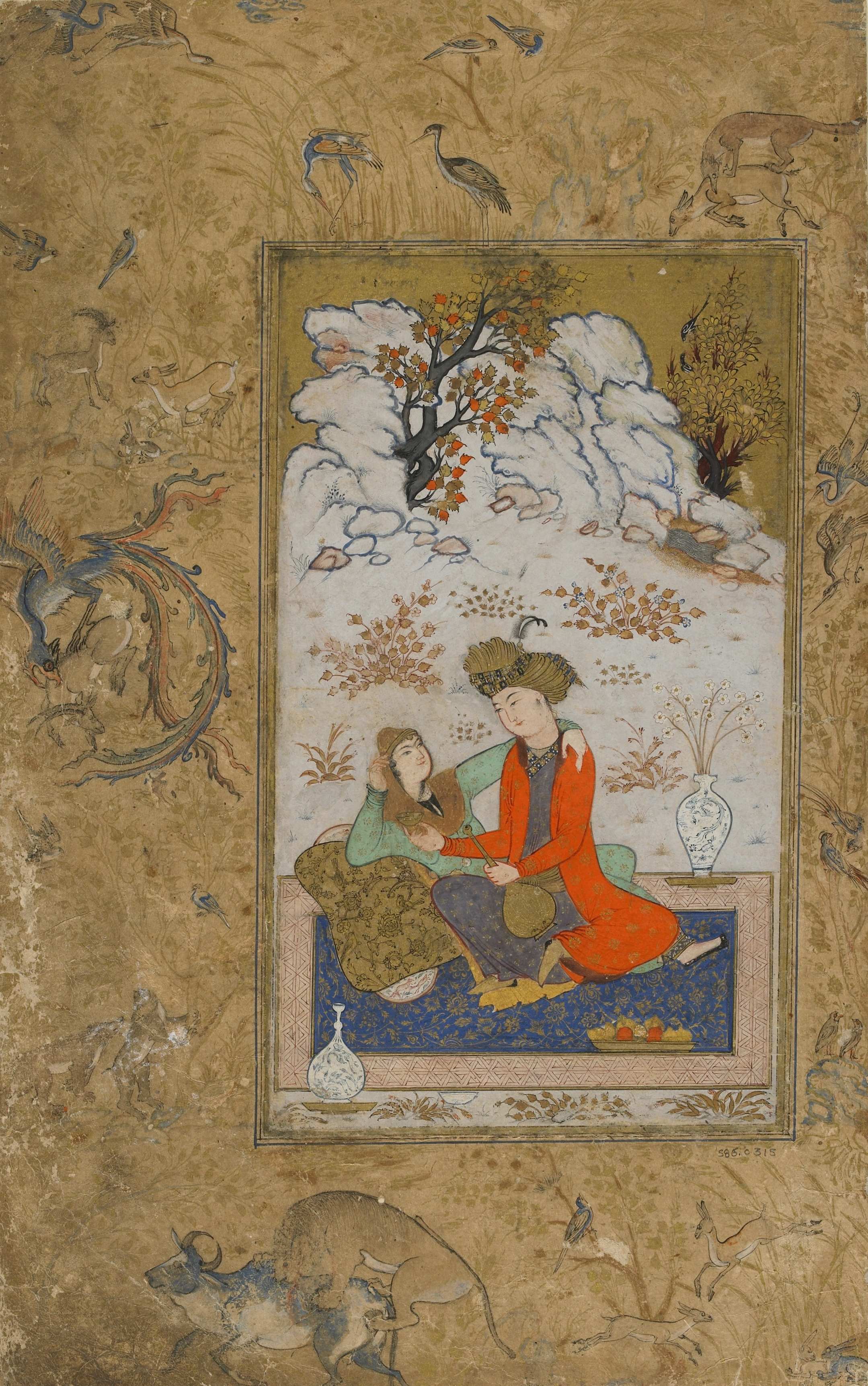
Casal em uma paisagem. Iluminura persa de cerca de 1610–1615

No período pré-islâmico, a maior parte das narrativas foram perdidas. Considera-se, porém, que o período foi rico na produção de histórias com alta quantidade de amor romântico: há evidência de que diversos contos, fábulas e romances foram preservados nos séculos posteriores, por exemplo a história de amor Vis e Rāmin, que se baseia em uma história parta, provavelmente do primeiro século; ou o registro de títulos de obras originais que foram traduzidas, conforme o apontamento de histórias românticas pré-islâmicas no catálogo de Ibne Nadim.
Nos períodos islâmicos, a literatura persa é famosa por suas histórias de amor, tais como os contos de Ferdusi, Gorgani, Unsuri, Nizami e Quermani. A história mais conhecida é provavelmente Laila e Majnun.

### Mundo árabe
No mundo árabe, há considerável presença de histórias com alto nível de amor romântico apenas após o período clássico do Califado Abássida. Mesmo as histórias de amor que supostamente retratam romances entre beduínos e poetas pré-islâmicos são criações que surgiram após o século VIII: assim as histórias de Jamil Butaina e de Alcais e Lubna foram transformadas em histórias românticas heroicas sobre um amor casto e fiel, mesmo após a separação. O conceito abássida de amor cortês, influenciado pela poesia sufi, era chamado de al-hubb al-'udhri, e projetado ao ambiente beduíno idealizado.
No século X, conforme o Fihrist de Ibne Nadim, 184 títulos de obras sobre o amor são listadas dentre 7 852 obras, o que indica a importância relativa desse conteúdo na produção árabe. No período pós-clássico (1150–1850), a maior parte das histórias de amor se encontram nos épicos chamados siras. Neles, o amor é central. Também em muitos dos contos de As Mil e Uma Noites, o amor romântico é o principal tema.

### Europa Ocidental

#### Idade Média e período moderno inicial

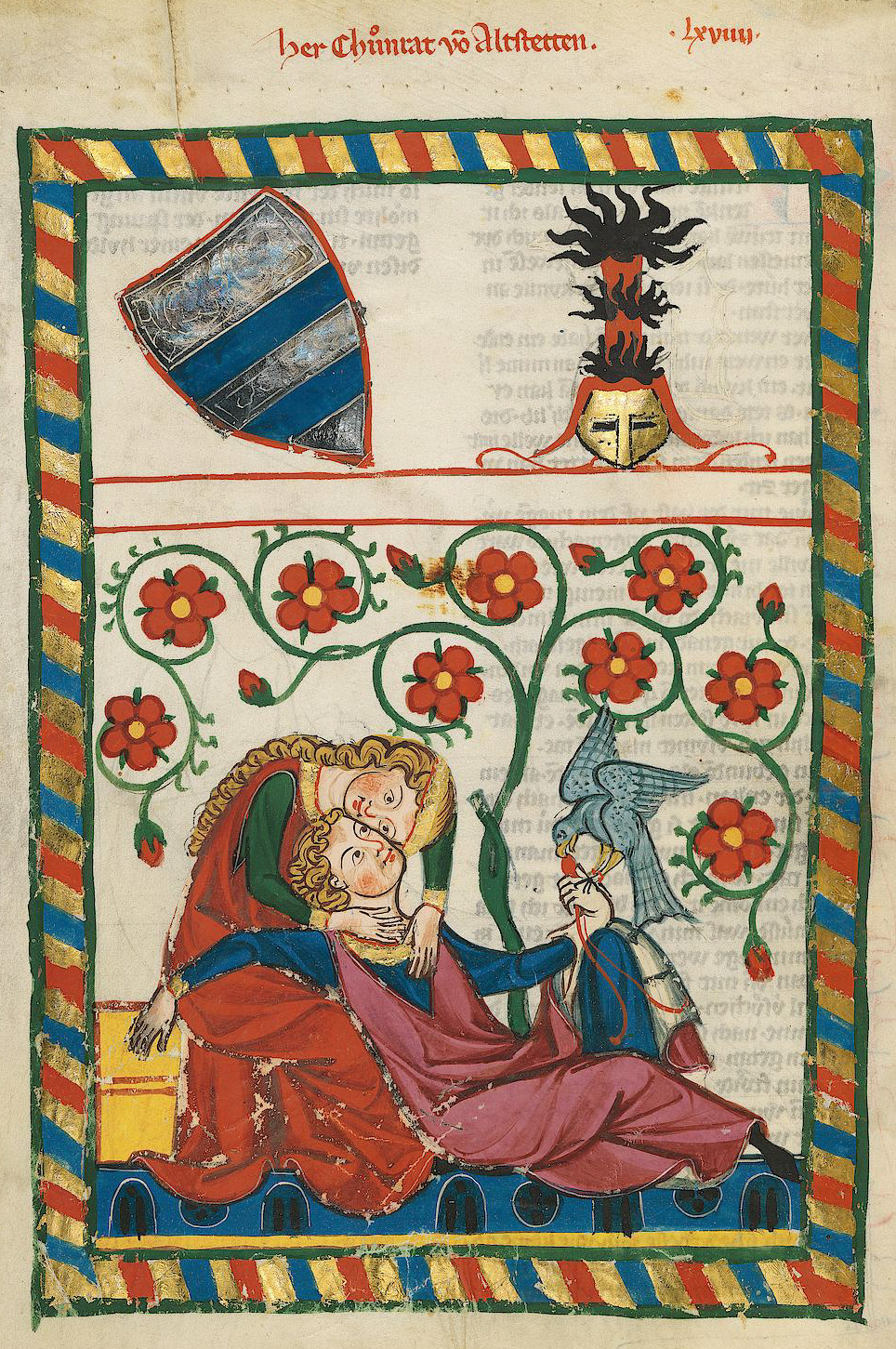
Conrado de Altstetten em abraço com sua amada. Do Códice Manesse (c. 1304)

No período medieval inicial da Europa Ocidental, havia baixo desenvolvimento econômico e poucas histórias com alto nível de amor romântico. Histórias de amor emergiram a partir do período medieval central, nos séculos XII e XII, notavelmente com os trovadores, com suas cantigas de amor, de grande relevo sendo os occitanos, como Bernart de Ventadorn, Arnaut Daniel, Azalais de Porcairagues, Pons de Capduelh, Os occitanos, os provençais em particular, iriam ser extremamente influenciadores dos muitos e notórios trovadores galego-portugueses, na sua ampla obra.
Além do mais, destacam-se os autores Chrétien de Troyes, Maria de França, Rustichello (toscano com obra em língua francesa) e as obras anônimas de Floris e Brancaflor e de Tristão e Isolda. Histórias de amor continuam com sucesso até o período moderno inicial, como as novelas de Cervantes; Orlando Enamorado; L’Astreé; Romeu e Julieta; Decamerão, dentre outras.
Histórias clássicas recebem maior notoriedade no tema do amor romântico em autores como Benoît de Sainte-Maure e Bocaccio, e depois Racine, Rameau, Voltaire. Na Irlanda e no País de Gales, a partir da Idade Média central, contos medievais iniciais receberam versões mais românticas, como a de Deirdre e a Lenda Arturiana.
A experiência mais famosa de romance vivido durante a Idade Média europeia foi a de Abelardo e Heloísa. Ela seria idealizada depois nas construções do amor cortês e do amor romântico moderno, sendo repercutida, por exemplo, por Jean de Meun, e mais tarde em Eloisa to Abelard de Alexander Pope, e em A Nova Heloísa por Rousseau, com ressignificações.
O amor cortês desenvolveu-se como uma expressão do amor romântico, com características próprias e culturalmente específicas do contexto literário e social da Idade Média europeia.
Irving Singer considera que um intermediário entre o romance medieval e o amor da Renascença foi Dante Alighieri, que promoveu uma harmonização entre o amor cortês e o amor por Deus. Platão, no Fedro, já havia descrito como os amantes tendem a se prostrar e adorar o amado como se frente a uma divindade, e trovadores também associavam a presença da imagem de Deus na figura amada, porém Dante representou um estilo inovador que desenvolveu os conflitos entre ideais de sua época. Assim, em sua Divina Comédia, Dante condena Paolo e Francesca de Rimini a um círculo do Inferno devido ao amor cortês adúltero e transgressivo que cometeram; por sua vez, Beatriz, a amada de Dante, é idealizada e glorificada como um símbolo que conecta o amante à divindade.

#### Romantismo na Idade contemporânea
Os expoentes do romantismo tinham interesse revivido no platonismo, cristianismo medieval, neoplatonismo da Renascença, amor cortês e na literatura erótica recente, e deram novas camadas ao amor romântico. Eles se apropriaram do misticismo cristão (como o de Teresa de Ávila, João da Cruz, Eckhart e Boehme) para justificar que o amor interpessoal possibilitava a participação na divindade. Mas nem todos os românticos partilhavam das mesmas influências e concepções de amor romântico, ou mesmo da crença neste: Byron, por exemplo, o negava. Em 1821, ele escreveu: “amor, amor romântico, que na minha juventude/eu sabia ser ilusão”.
Em diversos escritores românticos ou precursores, como em Rousseau, Novalis, August e Friedrich Schlegel, Coleridge, Shelley, Keats, Stendhal, Emily Brontë, era característico o desejo de unificação e fusão com a natureza ou com a experiência, e isso também se refletia na busca do sentimento e amor, como a expressão principal desse ideal. Hegel define um sentido espiritualizado ao amor, para além de seu fenômeno natural, como envolvendo um sentimento de totalidade, que permite conscientizar os amantes como pessoas infinitas, por meio de um rendimento de si mesmo, um ao outro. Ele relaciona esse amor espiritual como não sendo encontrado no mundo antigo e na arte clássica (por exemplo, na tragédia grega), mas sim na arte romântica. Assim, ele o identifica nas idealizações eróticas de Petrarca, Dante e na poesia de amor medieval.
Se antes as concepções antigas e medievais do amor romântico não podiam ignorar um fundamento religioso e a transcendência espiritual―por exemplo em Dante, que via o amor como manifestação de Deus―tornaram-se agora mais emancipadas da metafísica, e o amor entre os românticos inaugurou uma concepção consciente do amor como fim em si, e como representante do próprio absoluto, não necessitando que seu acesso esteja separado da experiência. Eles continuaram a partir do romance medieval o objetivo de reconciliação do amor sexual e natural com o amor espiritual, porém de forma mais sofisticada. Em um ambiente intelectual diferente dos contextos anteriores de maior dominação religiosa, agora poderiam aparecer afirmações tal como a de Keats: “o amor é minha religião―eu poderia morrer por isso”, bem como exaltações mais diretas sobre a sexualidade. Porém, nem todos os românticos aceitaram esse ponto de vista, e houve concepções quase não sexuais, como a de Wordsworth.

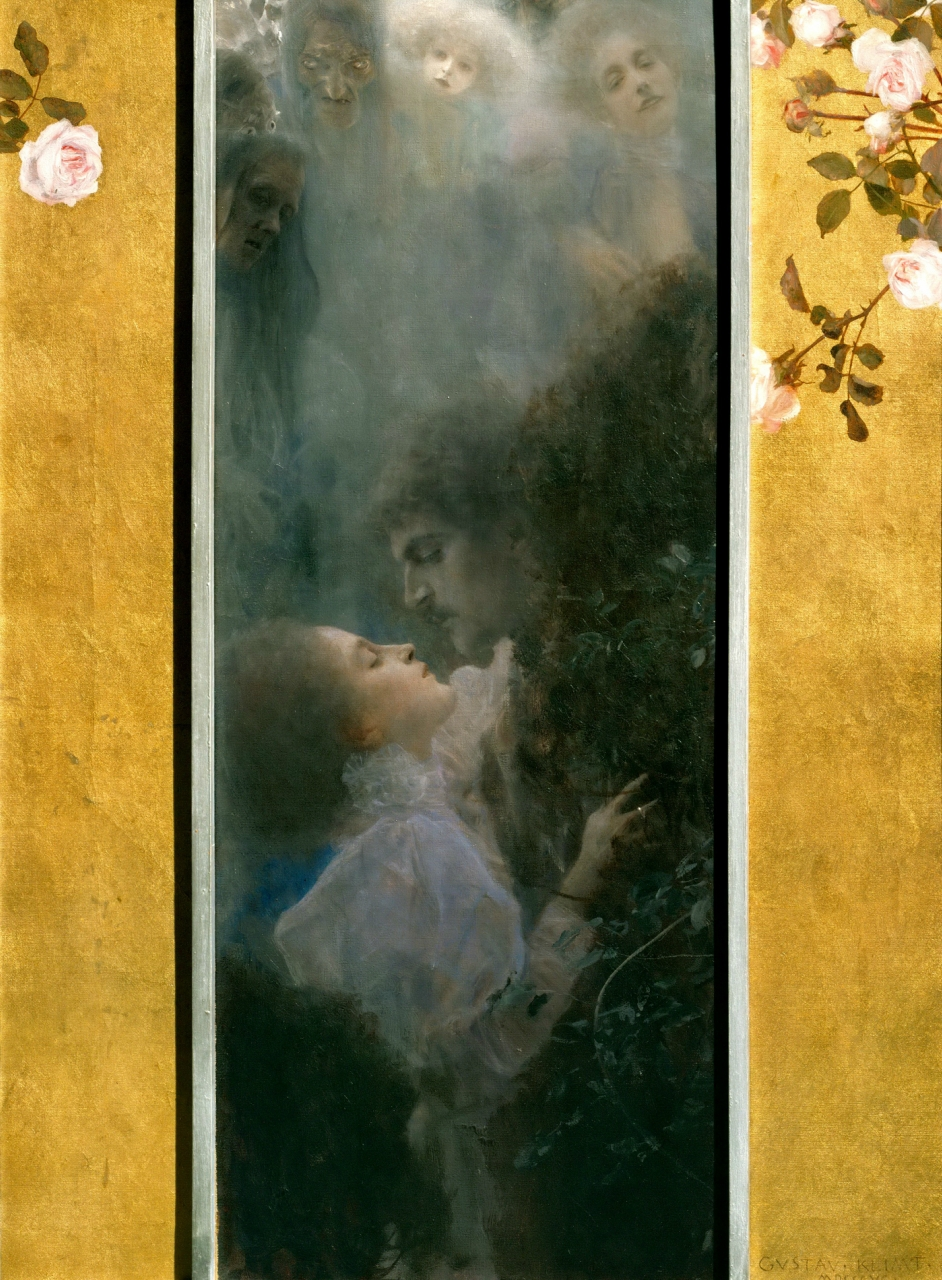
Amor (1895), por Gustav Klimt

O amor romântico popularizado pelo romantismo sofreu críticas por acadêmicos literários como Denis de Rougemont e José Ortega y Gasset, que consideravam que ele buscava um objeto desconhecido, ou que sua busca seria egoísta e ilusória, não focada sobre a pessoa amada, mas sobre o sentimento do sujeito. Porém, os românticos destacavam o amor idealizado como sendo algo que superava o egoísmo, tal como se vê no escritos de Rousseau. Houve também entre os românticos uma intensificação da atitude de passividade frente ao sentimento, visando direcionar o amor romântico a um processo de crescimento do sujeito e de integração orgânica.
A consumação do amor romântico apenas na morte, conforme a temática do “amor morte” (Liebestod), recebeu fórmula que foi amplamente difundida a partir do romantismo, como por Richard Wagner e por Goethe. A partir da obra Os Sofrimentos do Jovem Werther deste último, espalhou-se uma onda contagiosa de suicídios por amor (Wertherfieber), tal como faz o personagem. O conceito de amor-morte, unido à idealidade, também aparece em seu Fausto e As Afinidades Eletivas.
Durante a Era Vitoriana, destacam-se, além do mais, como ficções românticas grandemente impactantes as obras Orgulho e Preconceito e Jane Eyre. Com a difusão da literatura popular e de ficção, resultante do crescimento da impressão, também houve aumento na difusão do amor. Assim, os romances do século XVIII e XIX impactaram os relacionamentos amorosos e casamentos, a ponto de repercutir um mal-estar de que estaria sendo criado na sociedade "um (falso) sentimento de amor". Nisso, o livro Madame Bovary de Gustave Flaubert é um exemplo de divisor de águas, em que o autor critica a narrativa romântica do "grande amor" (le grand amour) literário, em que se promovia que tudo deveria ser consumido a um ideal de amor, e a vida inteira dedicada à espera de uma outra pessoa que serviria de salvação à existência.

### Literatura contemporânea
Nos séculos XX e XXI, o amor romântico continua sendo valorizado no gênero de ficção romântica moderna, em que também se exaltam a felicidade e realização das mulheres, e a liberdade. Novas relações sociais, econômicas e de gênero impactaram também na formação de seus subgêneros. A partir de 1970, houve uma sexualização do amor romântico. Com o advento do marketing digital e de massa no século XXI, o gênero se proliferou e, se por um lado as inúmeras produções parecem apresentar uma mesma fórmula centralizada em uma história promissora de amor romântico, por outro elas envolvem uma diversidade de estruturas, personagens, ideologias e preocupações, tanto dos escritores quanto das comunidades leitoras.
Elementos de amor romântico permeiam as tramas de distopias como 1984, Admirável Mundo Novo e Nós, em que aparece como um fator determinante de subversão, indicando que a dimensão do desejo é difícil de ser controlada pelo Estado totalitário. Por outro lado, Vladimir Shlapentokh avalia que, durante o totalitarismo de Stalin, havia forte repressão sexual, inclusive em pesquisas científicas, e ao mesmo tempo uma ideologia que louvava o amor romântico, de maneira que, segundo o sociólogo, Zamiatin, Orwell e Huxley "não puderam imaginar uma sociedade totalitária na qual o amor romântico, embora privado de prazer sexual, não só não fosse perseguido pelo Estado, mas até mesmo glorificado e sancionado".

## Psicologia
A maioria dos psicólogos evolucionistas defendem que o amor romântico é uma resposta às famílias nucleares dos caçadores-coletores primitivos, com a função de manter os homens vinculados em cuidado à parceira e sua prole. Para a maior parte dos coletores nômades, a condição geral era de igualdade de gênero, organizados principalmente em familiares nucleares. Pesquisas atuais parecem dar suporte à hipótese de que condições de igualdade de gênero e intimidade produzem valores e normas culturais que apoiam o amor romântico.
Diversas taxonomias foram propostas nas pesquisas científicas para especificar variedades do amor, e elas geralmente incluem um tipo descrito como amor “romântico”, “apaixonado” ou “erótico”. O interesse em sua pesquisa e teoria se dá pela busca e importância que recebe pelas pessoas, principalmente em um contexto em que é exaltado na cultura ocidental: tornou-se fundamental em contratos de relacionamentos amorosos, a ponto de a ausência do amor romântico ser um fator de dissolução do casamento.

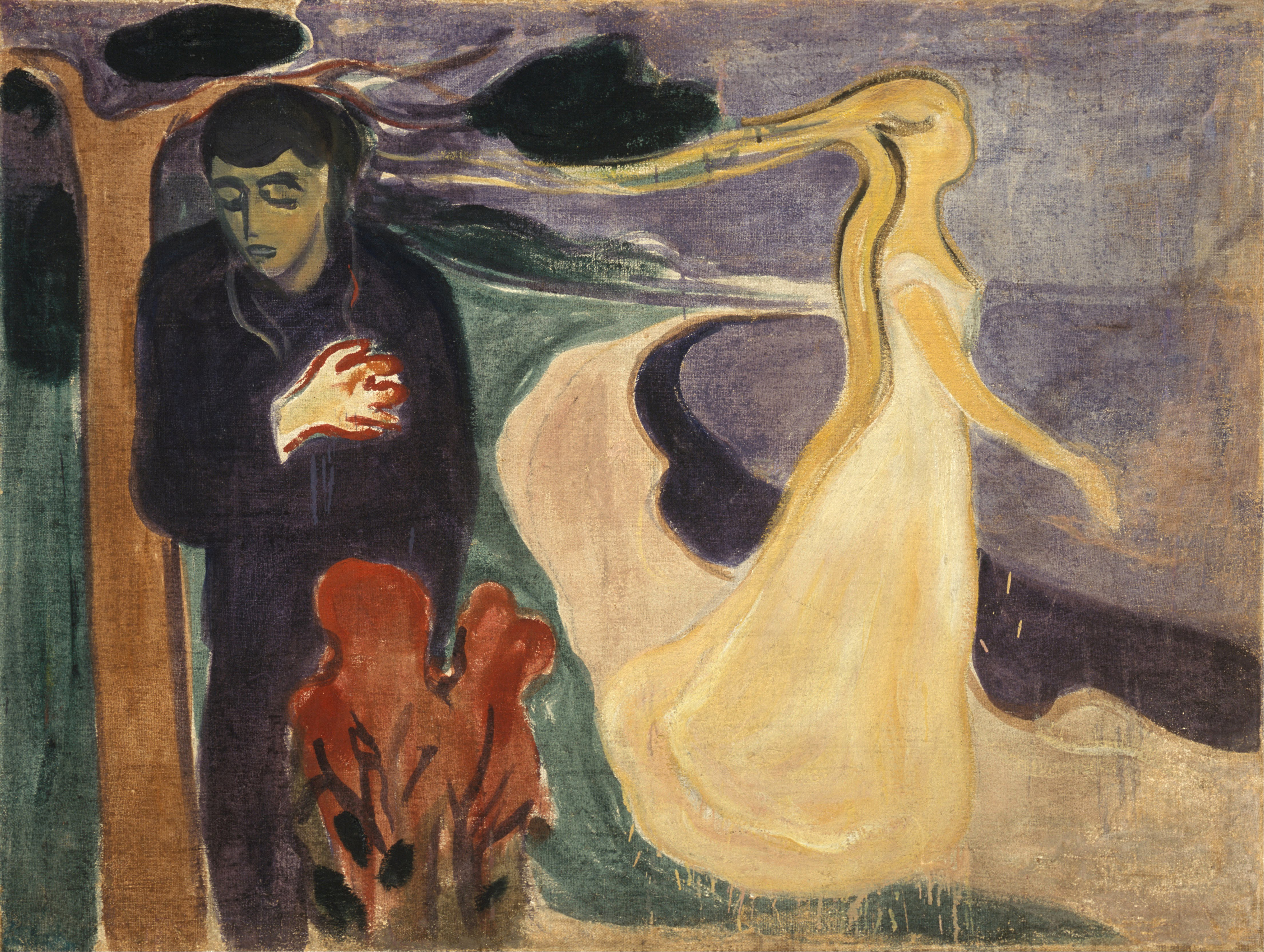
Separação (1896), por Edvard Munch

Para Arthur Aron e Elaine Aron, conforme seu modelo de expansão do self, o amor romântico representa um desejo intenso de busca de autoexpansão com uma pessoa amada, incluindo o outro em si; geralmente isso é um processo inconsciente. Ocorre uma rápida expansão do self nos momentos iniciais de um relacionamento romântico, enquanto ele desinfla em situações de perda, como um luto do esposo. A quantidade de amor apaixonado se correlaciona com maior autoexpansão ao longo do tempo, o que pode acontecer a longo prazo: pesquisas de ressonância magnética funcional em casais juntos em média há 20 anos, e que diziam sentir intensa quantidade de amor, indicaram, de fato, que tinham padrões cerebrais similares aos do estágio inicial do amor romântico; e, em uma pesquisa nos Estados Unidos, 40% dos indivíduos casados durante 10 ou mais anos relataram sentir "amor muito intenso" pelos parceiros.
Verifica-se que há aumento em indicadores de autoestima, autoeficácia e riqueza de autoconceito, quando se compara antes e depois de um apaixonamento. Isso gera satisfação e reforço de motivação entre ambos parceiros de se buscar os sentimentos promovidos pela expansão. Os psicólogos afirmam, portanto, que o amor romântico é mais um estado orientado a objetivos, ao invés de uma mera emoção. Em relações muito próximas, a tendência é de que aspectos do self do outro tendem a ser integrados e passam a ser vistos como próprios também de si mesmo, como dois círculos que gradativamente se sobrepõem.

### Relação com a sexualidade
No discurso da maioria das pesquisas da psicologia social até 1998, a sexualidade era uma das dimensões que distinguia o amor romântico de outros tipos de amor, mas há diversos debates sobre qual a relação entre ambos, o que varia de acordo com a perspectiva teórica, não havendo consenso. Os psicólogos Arthur Aron e Elaine Aron distinguem as várias teorias em cinco categorias: há teorias de sexualidade que ignoram o amor ou o consideram resultado da sexualidade, como as abordagens de Freud e da sociobiologia; há teorias em que a sexualidade predomina e o amor é um componente menor dela, como visto em Bowlby; há teorias que consideram ambos como separados (Reiss); teorias em que é dada prioridade ao amor e a sexualidade é uma parte menor dele (Sternberg; Lee; e Rubin); e teorias que ignoram sexualidade ou consideram-na um resultado do amor (Kenneth Dion e Karen Dion; Maslow; e teoria das relações objetais).
Em antigas pesquisas, vários psicólogos sociais consideravam o amor romântico como sendo uma forma de atração interpessoal intensa, porém não consideravam em suas hipóteses conceituais a sexualidade como um dos determinantes dessa afeição. Rubin, por exemplo, caracterizou-a como uma necessidade apaixonada de amor e afeição não sexual, envolvendo sentimentos como exclusividade, absorção e possessividade.
Em 1979, Dorothy Tennov cunhou o termo “limerência” para descrever algumas características que outros também relacionavam ao amor romântico: o estado mental intenso de obsessividade, flutuações de humor, idealização, medo de rejeição, dentre outras reações; distinguiu-a de atração sexual, mas considera que sentimentos sexuais são partes da experiência de limerência. Também considera que a limerência desaparece com o tempo e é substituída por um amor baseado em apoio e cuidado.
Já para Robert Sternberg, o amor romântico se define como a combinação dos componentes de intimidade e paixão em sua teoria triangular do amor, o que equivaleria em seu modelo a uma amizade à qual se soma a atração sexual. Mais recentemente, o modelo quadrumvirato de Berscheid também considera o amor romântico ou apaixonado como um dos tipos básicos, mais associado à atração sexual.
Atualmente, as categorias de romanticidade e arromanticidade, bem como a de assexualidade, são vistas como orientações no campo da atração afetiva e sexual. A atração romântica desvincula-se da necessidade de relação sexual, de modo que pessoas assexuais podem experienciar atrações românticas, sem buscar ou experienciar desejos sexuais. O modelo de Lisa M. Diamond propõe, por exemplo, que desejo sexual e amor romântico são desenvolvimentalmente e funcionalmente distintos, apesar da possibilidade de serem bidirecionais e se influenciarem mutuamente. A evidência psicológica de fato distingue atração sexual de atração romântica, o que apoia a hipótese da distinção de seus sistemas biológicos e evolutivos, apesar de interdependentes.
Pessoas assexuais arromânticas, comparadas a assexuais românticas, parecem não diferir em níveis de depressão, o que sugere que a falta de atração romântica não é uma causa de depressão no grupo dessa orientação.
Em relação aos significantes, o amor romântico se distingue por ser associado mais a palavras que o caracterizam como um relacionamento, enquanto o sexo não. Desse modo, há forte evidência de que o amor romântico é uma ponte que une os impulsos evolutivos de vinculação (ou amor em geral) e sexo, o que o constitui como um universal cultural híbrido; isso ajuda a explicar sua variabilidade psicossocial e as confusões entre amor e luxúria.

## Biologia e fisiologia
Na literatura médica, as manifestações psíquicas de pessoas sob a influência do amor romântico foram classificadas como se assemelhando a sintomas de algumas condições psiquiátricas, tal como a adicção. Os efeitos se apresentam quando se pensa sobre uma outra pessoa amada romanticamente ou quando se evocam suas características associadas; quando se está junto em presença dela; quando há entendimento e resposta a símbolos e sinalizações eróticas, bem como na possibilidade e gratificação de um contato físico e sexual. Reações comuns são de exuberância e sentimentos alegres; aumento de batimento cardíaco e de sudorese; “borboletas no estômago”; alterações em expressões faciais e postura corporal; sinais de excitação sexual; e frequentemente um senso elevado de bem-estar e estado de mente mais ativo, por exemplo ao despertar a composição de poemas e músicas.
O outro amado romanticamente é visto como muito especial, frequentemente recebe tratamento carinhoso e confiança incondicional. É comum ocorrer humor depressivo e desespero em situações de distanciamento, separação ou conflitos entre o par romântico. Palavras e gestos simbólicos possuem papel relevante em um relacionamento romântico, promovendo intensos estados de excitação. Também é importante a discrição e sigilo, o que, para além de contextos culturais de indecência ou proibição, pode reforçar emoções de amor e ser um traço evolutivo com vantagens em meio a competidores: em chimpanzés, casais com atração mútua se segregam como consortes e realizam coito em segredo, o que são também características típicas na espécie humana.
Em exames funcionais do cérebro, indivíduos experienciando intenso amor romântico apresentam menos ativação a estímulos de dor física quando veem imagens da pessoa amada, quando se compara a imagens de outras pessoas neutras.

### Modelos evolutivos
O amor romântico é visto por pesquisadores evolucionistas como um conjunto de adaptações que serviu para ampliar funções, como a formação de vínculo de par e foco em um parceiro preferido, sinalização de compromisso, fidelidade, investimento parental e fornecimento de recursos emocionais e psicológicos. Bode e Kushnick realizaram uma revisão abrangente do amor romântico de uma perspectiva biológica em 2021. Eles consideraram a psicologia do amor romântico, seus mecanismos, desenvolvimento ao longo da vida, funções e história evolutiva. Com base no conteúdo dessa revisão, eles propuseram uma definição biológica do amor romântico:
"O amor romântico é um estado motivacional tipicamente associado ao desejo de acasalamento de longo prazo com um determinado indivíduo. Ocorre ao longo da vida e está associada a atividades cognitivas, emocionais, comportamentais, sociais, genéticas, neurais e endócrinas distintas em ambos os sexos. Ao longo de grande parte do curso da vida, ele desempenha funções de escolha do parceiro, cortejo, sexo e formação de pares. É um conjunto de adaptações e subprodutos que surgiram em algum momento durante a história evolutiva recente dos humanos."
A teoria de Helen Fisher, de 1998, foi por cerca de 25 anos o modelo explicativo predominante para a explicação evolutiva do amor romântico. Ela propunha a existência de três sistemas emocionais independentes: um responsável pela pulsão sexual (luxúria); outro pelo apego (vinculação de par); e outro pela atração (amor romântico). Cada um desses sistemas seria associado a diferentes neurotransmissores e hormônios. O sistema promotor do amor romântico era especificado por catecolaminas como a dopamina, pelas feniletilaminas, pela serotonina e por direcionar o esforço a parceiros preferidos. Ela propõe que a evolução dos hominídeos tornou esses circuitos emocionais cada vez mais separados, e baseou-se em estudos de neuroimagem que pareciam apoiar a hipótese de que o amor romântico apresenta correlatos neurais distintos daqueles dos outros dois sistemas.
Porém, atualmente sabe-se que os mecanismos do amor romântico são mais complexos do que os propostos por Fisher, pois tanto o sistema associado à excitação e desejo sexual, quanto o associado ao apego e ocitocina, são consistentemente associados ao amor romântico.
Outro modelo alternativo é a teoria opioide cerebral do apego social, baseada em estudos que demonstram a similaridade de comportamentos e emoções entre indivíduos em relacionamentos intensos e indivíduos que fazem uso de narcóticos, por exemplo os sinais de euforia e abstinência. Um dos opioides apontado como tendo papel nisso é a beta-endorfina, cuja liberação e recepção ocorre em regiões neuronais associadas ao amor romântico e à vinculação mãe-bebê.

#### Vinculação de pares

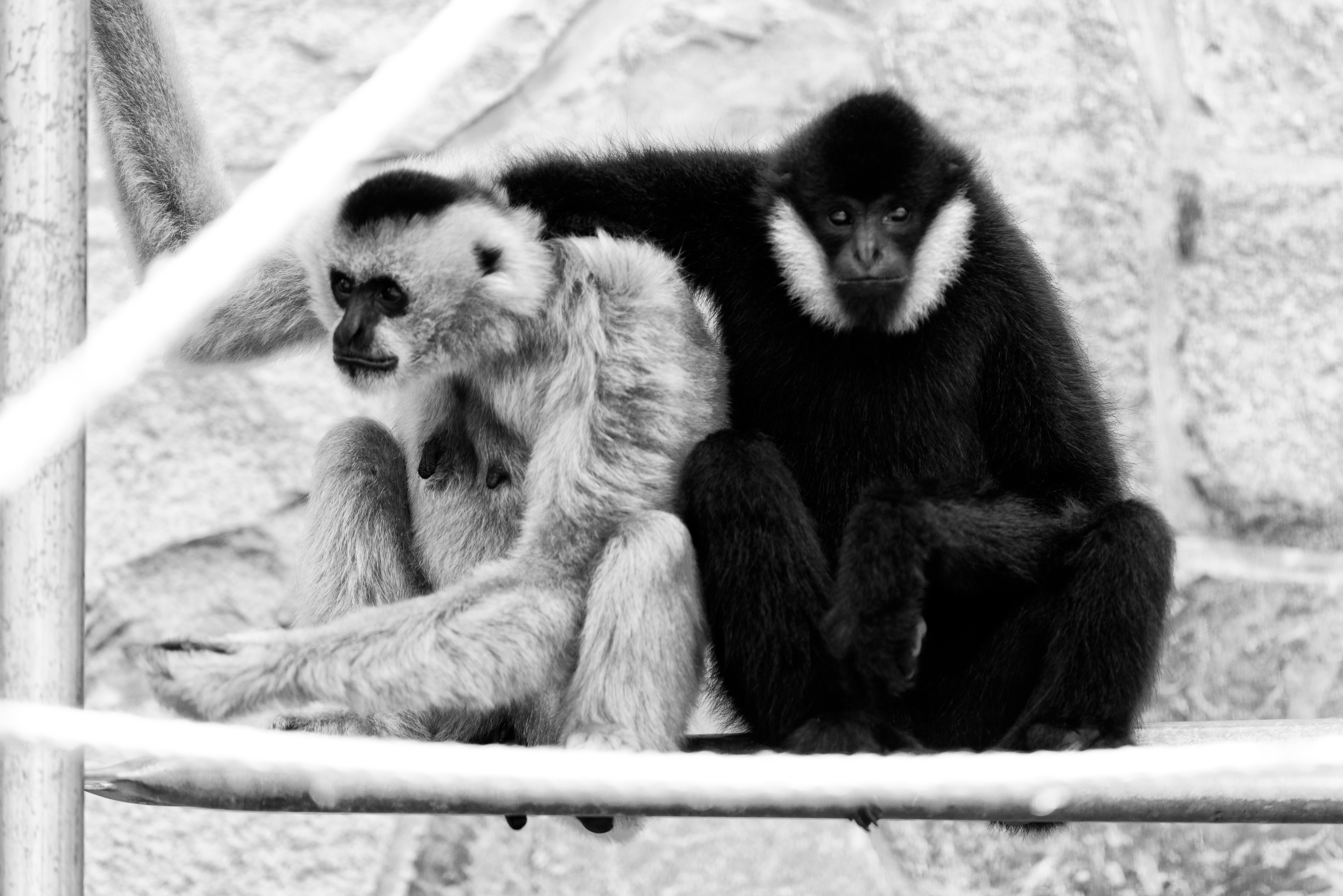
Casal de gibões, que costumam formar vínculo de par e defendem o território contra outros pares

Há propostas que afirmam que o vínculo de par seria o antecedente evolutivo do amor romântico; porém não há evidência suficiente para essa hipótese. Existe também a possibilidade de que o amor romântico emergiu antes do vínculo de par, como um tipo de vinculação sazonal que durava apenas um ciclo reprodutivo (o que ocorre em alguns pássaros). Isso garantiria que o macho pudesse prover à fêmea durante a gestação ou até quando ela pudesse novamente engravidar. Poderia ser explicada, como um resquício dessa suposta origem, a monogamia em série de curto prazo, vista entre muitos humanos jovens como uma estratégia comum de acasalamento.
De qualquer maneira, o amor romântico evoluiu de maneira interrelacionada com a função de vinculação de pares. Apontar a história evolutiva do amor romântico depende de demarcações precisas da emergência do vínculo de par, que também se associa à monogamia, bipedalismo, adaptação dos hominíneos a nichos ecológicos de savana e floresta, e a necessidade das mulheres carregarem as crianças, traços que surgiram há mais de 4 milhões de anos atrás. Mas uma pressão evolutiva mais provável para o surgimento do vínculo de par foi a altricialidade e maior tamanho do cérebro no nascimento, que teriam ocorrido por volta de pelo menos 2 milhões de anos atrás no gênero Homo, ou até mais.

#### Relação mãe-criança
Recentemente, evidências psicológicas, neurobiológicas, endocrinológicas e de estudos de animais apoiam a teoria de que o amor romântico teria surgido como uma cooptação do vínculo mãe-criança. Os comportamentos de cuidado e vinculação materna são evolutivamente anteriores à vinculação de par e ao amor romântico. Mecanismos evolutivos (cognições, emoções, comportamentos, estruturas neuroendócrinas e genéticas) que primariamente surgiram em prol do vínculo materno tiveram uso posterior na formação do vínculo de par em geral; junto a isso, pode também ter ocorrido a modificação e combinação de mecanismos de outros sistemas, como os de desejo sexual e atração de cortejo. Assim, na história evolutiva do amor romântico, esses sistemas continuaram servindo às suas funções preexistentes, porém passaram a se expressar de forma diferente.
A ocitocina, por exemplo, é vista em níveis elevados tanto durante os estágios iniciais de um relacionamento romântico, quanto durante a manifestação do amor materno, durante a gravidez ou no contato da mãe com o filho. Mas há maior circulação de ocitocina em pessoas durante os estágios iniciais do amor romântico do que em pessoas que se tornaram pais recentemente. Além do mais, tanto mães quanto pessoas experienciando o amor romântico possuem pensamentos obsessivos.
A circuitaria de motivação também se implica tanto no amor romântico quanto no vínculo materno: a dopamina tem papel no reforço seletivo de estímulos associados a recompensa e motiva o comportamento de busca. Pode ter papel no aumento de energia associado ao amor romântico, mas não parece estar associada às sensações de prazer desse amor, que são melhor explicadas pelo sistema opioide. Também há interação da atividade da ocitocina com o sistema de dopamina.
A premissa da nova teoria, segundo Adam Bode, é de que o amor romântico envolve ao mesmo tempo os sistemas de apego e aqueles de atração e formação de vínculo. Tanto o amor romântico, quanto o vínculo mãe-bebê, ativam sistemas relacionados à recompensa e motivação (atração vincular), envolvendo ocitocina e dopamina; sistemas relacionados ao apego, envolvendo dopamina, ocitocina, vasopressina e opioides; e o sistema de pensamento obsessivo.

## Cultura popular
O amor romântico é atualmente recorrente na música pop, em livros de romance, redes de namoro online e também como objeto comercial, como no Dia dos Namorados e em serviços de casamento. É um dos mais importantes temas no cinema contemporâneo, sendo central por exemplo em Titanic, Forrest Gump, O Segredo de Brokeback Mountain e filmes do Shrek.